# Sporvejsmuseet Skjoldenæsholms historie
Sporvejsmuseet Skjoldenæsholms historie går fra stiftelsen af foreningen Sporvejshistorisk Selskab 8. februar 1965 over indvielsen af museet 26. maj 1978 og frem til i dag. Sporvejshistorisk Selskab blev stiftet på et tidspunkt, hvor sporvognene i København var ved at blive erstattet af busser. Man besluttede derfor at bevare nogle af de gamle sporvogne, mens tid var. Efterfølgende kom der også sporvogne fra Odense og Aarhus til samt busser og trolleybusser. Imens ledtes efter et sted til en museumssporvej, hvilket lykkedes da man fik kontakt med godset Skjoldenæsholm på Midtsjælland i 1972. Her blev der til at begynde med anlagt en remise og en metersporet strækning til sporvogne fra Aarhus.
Efter indvielsen i 1978 fortsatte udbygningen af museet med en normalsporet strækning til sporvogne fra København. Den blev åbnet i etaper fra 1985 til 1999, hvor den kom til at ende i Højbjerg Skove. Indimellem overtog og genopførte man desuden den originale sporvognsremise Valby Gamle Remise i 1995-1998. Et andet omfattende projekt var restaureringen af en sporvogn fra Odense op gennem 1990'erne. Desuden lykkedes det at hjemtage to tidligere københavnske ledvogne fra Alexandria i 2001. Derudover overtoges der flere udenlandske sporvogne.
I 2003 overtog Sporvejsmuseet HT Museums samling med mange historiske sporvogne og busser. Dertil kom en sporvogn fra Melbourne som kronprinsparret havde fået som gave. Desuden gennemførtes der flere omfattende restaureringer af sporvogne, for eksempel en vogn fra Flensborg og en københavnsk toetages sporvogn. Antallet af busser voksede også, så sammenlagt var der pladsmangel på museet. Efter længere forhandlinger blev det imidlertid muligt at udvide museet med fem nye bygninger i 2015-2018. Blandt andet blev der opført en udstillingshal til busser og en stor depotremise, der begge blev forsynet med butikskulisser i siderne for at give indtryk af et gademiljø.
Nedenfor er Sporvejsmuseets historie gennemgået i detaljer. Artiklen er opbygget med en række tematiske afsnit for at holde forskellige historier samlet. Det betyder dog også, at der af og til springes nogle år frem og tilbage i tid mellem de enkelte afsnit, når flere ting har fundet sted samtidig. Undervejs er omtalt de vogne, som de besøgende kan eller har kunnet opleve på museet, eller hvor der er noget særligt at fortælle. Ved anskaffelser og begivenheder frem til 2000'erne har det dog i en del tilfælde været nødvendigt at benytte billeder af nyere dato som illustrationer. Særudstillinger, kavalkader, tv-optagelser, præmieringer og presseomtale er omtalt i hovedartiklen. Lån og udlån af materiel fremgår af en særskilt artikel om museets sporvogne og busser, hvor der også er forskellig statistik om materiellet.

## 1965-1978: Etableringen

### Begyndelsen
Foreningen bag Sporvejsmuseet Skjoldenæsholm, Sporvejshistorisk Selskab (SHS), blev stiftet på et møde i København 8. februar 1965. På det tidspunkt var Københavns Sporveje (KS) gået i gang med at omstille de mindre sporvejslinjer i byen til busdrift i henhold til en planskitse fra 1962. Kun de seks største sporvejslinjer forventedes umiddelbart opretholdt, indtil de dengang planlagte tunnelbaner var blevet anlagt. Det blev dog ændret med en langtidsplan fra oktober 1965, der lagde op til, at samtlige sporvejslinjer skulle omstilles til busdrift frem mod 1975. Desuden forventedes de to sporvejslinjer i Aarhus også at forsvinde indenfor et overskueligt tidsrum. Noget der sammenlagt ville betyde, at der så ikke længere ville være sporvejsdrift i Danmark.
I indbydelsen til det stiftende møde blev der lagt op til, at foreningens aktiviteter blandt andet skulle omfatte udflugter med københavnske sporvejslinjer og til sporveje i andre byer. Der skulle udgives et medlemsblad, og der skulle samarbejdes med beslægtede foreninger i ind- og udland. Som fjerde punkt ud af fem omtaltes desuden bevaring af sporvognstyper, som sporvejene ikke selv ville bevare. Københavns Sporveje havde dog allerede en lang tradition for bevaring, så man regnede ikke umiddelbart med, at det også ville blive aktuelt for Sporvejshistorisk Selskab. I stedet forestillede man sig, at medlemmerne kunne hygge sig, mindes og bytte billeder. Ved det stiftende møde kom det imidlertid frem, at KS 437 fra 1918 var den sidste gamle motorvogn med tværsæder udover KS 430, som Københavns Sporveje havde udtaget som museumsvogn. Der var stemning for at bevare vognen, og dermed var grunden til foreningens med tiden store vognpark lagt.
På et af de første bestyrelsesmøder blev man dog klar over, at Københavns Sporvejes bevaringspolitik ikke var så repræsentativ, når der gjaldt busserne. Som første vogn besluttede man derfor at anskaffe den netop udrangerede KS 630 fra 1952, som var af en type, Københavns Sporveje ikke selv havde valgt at bevare. Den var en kombineret en- og tomandsbetjent bus, hvilket ville sige at den både kunne køres af en chauffør alene og sammen med en konduktør. Bussen fik imidlertid lov at stå udendørs ved Valby Garage, hvor den kort efter blev udsat for hærværk og tyveri. Efter få måneder blev den derfor afhændet med tab.
I mellemtiden var der dog kommet gang i forhandlinger med Københavns Sporveje om køb af KS 437. Imidlertid stod to andre serier af gamle motorvogne også foran udrangering, og der ønskedes et eksemplar af hver. Københavns Sporveje tilbød at man kunne købe en vogn for 2.000 kr. eller tre for 5.000 kr. Med et lån fra et medlem blev det muligt at købe tre. Udover KS 437 var det KS 327 fra 1912 og KS 361 fra 1915. I modsætning til KS 437 og nyere vogne, der har sæder på tværs af kørselsretningen, har de to sidstnævnte langsæder, hvor passagererne sidder på to lange bænke med front mod hinanden. Det var det mest almindelige for de gamle københavnske motorvogne fra 1900'erne og 1910'erne. Udadtil kan de tværsædede og langsædede vogne kendes fra hinanden på en forskellig vinduesinddeling.
De overtagne sporvogne blev til at begynde med placeret i Blegdamsvej Remise i 1965. Remisen var nedlagt som driftsremise men blev stadig benyttet som depot af Københavns Sporveje. I 1966 blev vognene flyttet til Svanemøllen Remise, hvor man fik mulighed for at arbejde på dem. Som den første restaureredes KS 437, så den kom til at se ud som i 1938, hvor de gamle københavnske motorvogne fik blinklys men stadig havde stafferinger. Arbejdet med den krævede dog næsten to års fritidsarbejde, da de aktive medlemmer først skulle lære, hvordan man bar sig ad.

### Vognparken vokser
Efter at de første vogne var blevet erhvervet, begyndte vognparken så småt at vokse i takt med, at forskellige københavnske vogntyper udgik af driften. I 1967 overtog foreningen således den gamle motorvogn KS 275 fra 1907. Vognen er en såkaldt hovedtypevogn, der blev anskaffet i 265 eksemplarer fra 1901 til 1910 som den største gruppe af københavnske sporvogne. I 1967 overtog man desuden de tre gamle tværsædede bivogne KS 1282 fra 1912, 1321 fra 1914 og 1460 fra 1920, hvoraf sidstnævnte var den sidst leverede af slagsen. Vognene er fra tre forskellige serier men fremstår forholdsvis ens. KS 275, 437 og 1460 blev efterfølgende restaureret tilbage til det udseende med stafferinger, som de havde haft i 1938-1940.
I 1967-1968 udrangerede Københavns Sporveje de såkaldte scrapvogne, der var blevet bygget af forhåndenværende materialer for at klare den store passagertilstrømning under og efter anden verdenskrig. Sporvejshistorisk Selskab overtog motorvognen KS 470 fra 1945 og bivognen KS 1065 fra 1947, der er den sidst leverede københavnske bivogn. I 1969 overtog man en af de såkaldte Dukke Lise-vogne, KS 701 fra 1949, der var den første af en serie moderne motorvogne. Der blev dog kun bygget otte af slagsen, da de blev for dyre at lave. I 1970 erhvervede foreningen et par tårnvogne til arbejde på køreledninger og et par snefejevogne. En snefejevogn var en åben vogn med koste, hvor en funktionær havde det kolde job at betjene kostenes drivmotor, mens vognen blev skubbet af en motorvogn.
En stor del af sporvognene blev valgt ud fra tekniske kriterier. Vognene skulle ud at køre for egen kraft igen, så de skulle være i teknisk god stand og gerne passe reservedele med hinanden. Så betød kollisionsskader og huller i taget knap så meget. Derudover blev der lagt vægt på at anskaffe reservedele i store mængder, eftersom de skulle bruges længe efter, at produktionen af dem var ophørt. Dertil kom så specialværktøj som løftebuke, hjuldrejebænk og skinnebukkemaskine.
Indimellem begyndte man også at kigge på sporvogne, der var blevet bevaret som legepladser hos institutioner eller som sommerhuse. I 1969 erhvervedes således en tidligere hestesporvogn fra 1860'erne, der havde indgået i et sommerhus i Brøndby Strand siden 1934, men som ikke desto mindre var blevet bevaret med hjul. Vognen er den ældst bevarede sporvogn i Danmark, men dens tilstand gør, at den ikke egner sig til egentlig udstilling.
Det lykkedes også at få fat i par bivogne fra Odense Sporvej (OS), der var ophørt i 1952. Der var ikke blevet udtaget vogne til bevaring dengang, men den lukkede bivogn OS 59 fra 1913 havde overlevet hos et entreprenørfirma, som den blev overtaget fra i 1966. Vognen måtte dog opbevares hos Svenska Spårvägssällskapet i Stockholm frem til 1970, da Københavns Sporveje havde betinget sig, at der ikke blev opbevaret vogne udefra på deres områder. I 1970 overtog foreningen desuden en åben bivogn med tværsæder og indgang fra gaden, OS 51 fra Odense Sporvejs åbning i 1911, fra en børnehave. De to bivogne blev restaureret i 1970-1971, men da man på det tidspunkt ikke havde nogen motorvogn fra Odense, regnede man ikke umiddelbart med, at de ville komme i drift.
I 1970 begyndte foreningen igen at bevare busser. Til at begynde med erhvervedes en bus fra Nyborg Bytrafik, der oprindeligt var bygget som Odense Omnibus (OO) nr. 15 i 1949. Den er speciel, dels ved at karrosseriet er tegnet af den senere professor Gunnar Biilmann Petersen fra Kunstakademiet, og dels ved at være den eneste bevarede danske bybus med langsæder. I 1971 fik man overladt Odense Bytrafik (OB) nr. 10, en Volvo B 655 der var blevet anskaffet til erstatning for sporvognene i 1952. Bussen er Volvos første med motor under gulvet med B 655 chassis nr. 1. Samme år erhvervedes desuden en anden Volvo B 655 i form af Aalborg Omnibus Selskabs (AOS) nr. 79 fra 1955. Den havde oprindeligt haft midterdør og fast plads til en konduktør, men de var blevet fjernet ved senere ombygninger. Fra NESA i Gentofte overtog man nr. 62, en Büssing Senator, i 1974. Den var oprindeligt blevet leveret i 1963, da trolleybusserne på Lyngbyvej blev erstattet af dieselbusser.
I 1971 begyndte man også at bevare trolleybusser. NESA indstillede som de sidste i Danmark kørslen med dem, og Sporvejshistorisk Selskab overtog en af de sidst leverede, nr. 31 fra 1953. Desuden overtog man indholdet fra Femvejen omformerstation, der var blevet overflødig ved samme lejlighed. Fra en børnehave overtog man NESA 2, der var en af de først leverede trolleybusser fra 1927. I 1974 overtog man trolleybusbivognen KS 2001 fra 1940. Den var og er uden indretning, men den er den eneste danske bivogn til busser, der er bevaret.

### Opbevaring
Svanemøllen Remise som man holdt til i var driftsremise indtil 1969, hvorefter ejerskabet af bygningen overgik fra Københavns Sporveje til Direktoratet for Københavns Kommunes Beboelsesejendomme. Sporvejshistorisk Selskab fik dog umiddelbart lov at blive i remisen, hvor de nu rykkede ind i dens revisionsværksted. Fra 1971 krævede direktoratet imidlertid 10.000 kr. i årlig husleje, inklusive vand, varme og el. Det var måske nok billigt efter forholdene, men for Sporvejshistorisk Selskab var det stadig dyrt, så medlemmerne blev opfordret til at støtte økonomisk. Det resulterede senere i regnskabskontoen Remisefondet, hvor medlemmernes støtte lige siden har bidraget til, at museumsvognene har kunnet opbevares indendørs.
Erfaringen med bussen KS 630 havde nemlig vist, at det var nødvendigt at passe på de overtagne ting. Der blev derfor tidligt lagt vægt på indendørs opbevaring, selvom det kom til at koste i husleje. Alternativet var nemlig udendørs opbevaring, hvor materiellet så ville blive udsat for vind og vejr. Det var for eksempel dengang tilfældet for Svenska Spårvägssällskapet på deres Museispårvägen Malmköping. Et besøg der i 1972 viste, at det kostede dem stort set lige så meget at udbedre skader, tæring og fugtangreb, som det kostede Sporvejshistorisk Selskab at opbevare sine vogne indendørs. Forskellen var så bare, at ved indendørs opbevaring sikrede man vognene, mens udendørs opbevaring krævede arbejdskraft til at udbedre de nævnte skader. Udendørs opbevaring førte desuden ofte til, at bevaret materiel endte som vrag efter få år, sådan som det skete for flere andre foreninger i ind- og udland. Til gengæld var den indendørs plads i Svanemøllen Remise ikke ubegrænset, så de busser og trolleybusser, man begyndte at overtage fra 1970, måtte derfor til at begynde med opbevares i lejede lader.

### Jagten på en museumssporvej
Sideløbende med anskaffelse og opbevaring af sporvogne, busser og hvad man ellers skulle bruge af reservedele, tegninger mv., begyndte man også at lede efter steder, hvor der kunne etableres en museumssporvej. Som det første konkrete var der i sommeren 1967 kontakt med Danmarks Tekniske Museum i Helsingør. Her var det tanken at anlægge en ringlinje rundt om en kommende museumsbygning, men det måtte opgives, fordi det kneb med pladsen. Til gengæld blev den restaurerede KS 437 udlånt af foreningen til museet fra 1968 til 1980. Den blev udstillet på museets trafikafdeling, der åbnede ved Ole Rømers Vej i Helsingør 1. april 1971.
I begyndelsen af 1968 havde foreningen kontakt med Dråby Kommune på Mols. Her havde der været tanker om at etablere en veteranbane på en del af Ebeltoft-Trustrup Jernbane, der blev nedlagt 31. marts 1968. Dansk Jernbane-Klub havde imidlertid sagt nej, da de var ved at etablere Mariager-Handest Veteranjernbane, men de havde sendt kommunens henvendelse videre til Sporvejshistorisk Selskab. Den udsete 3,5 km lange strækning mellem Vibæk og Skærsø blev beset, og der blev holdt forskellige møder. Foreningen ønskede imidlertid også at fortsætte ind til Ebeltoft med de store seværdigheder Fregatten Jylland og det gamle rådhus og ikke mindst remiser. Det kunne dog ikke lade sig gøre, fordi Ebeltoft Købstadskommune ville anlægge en omfartsvej. Desuden var Dråby Kommune ikke helt villig til at skyde penge i projektet, der endte med ikke at blive til noget. Det blev senere konstateret, at lidt mere kommunal velvilje kunne have resulteret i en museumssporvej på Mols, men også at det ville have krævet lange og dyre transportveje, da en stor del af foreningens medlemmer bor på Sjælland.
Der var også andre forespørgsler og projekter i årene 1968-1971, der dog ikke førte til noget videre. Københavns, Gladsaxe og Ballerup-Maaløv Kommune fik alle tilbudt en museumssporvej men gav afslag. Tanker om kørsel mellem Svendborg og Christiansminde på den i 1954 nedlagte Svendborg-Faaborg Banen og på den i 1968 lukkede motorsportsbane Roskilde Ring blev heller ikke til noget. I 1970 kontaktede foreningen Sorø Kommune om kørsel mellem Sorø Station og Sorø By på den resterende del af den nedlagte Sorø-Vedde-banen. Kommunen afslog hvilket dog ikke var helt uventet, da Dansk Jernbane-Klub tidligere havde fået afslag på kørsel samme sted. Endelig var der i 1971 på tale at køre på en del af strækningen mellem Næstved og Sandved på Slagelse-Næstved-banen, da denne strækning blev nedlagt, men det kom der heller ikke noget ud af.
Indimellem arbejdede Folketinget i 1968-1969 på Lov om veteranbaner, der blev underskrevet af kong Frederik 9. 13. marts 1969. Sporvejshistorisk Selskab påpegede overfor minister for offentlige arbejder Ove Guldberg og det nedsatte Folketingsudvalg, at sporvejsloven fra 1895 måske ikke kunne bruges til museumssporveje. Man ønskede derfor at den nye lov også kom til at omfatte den slags men med hensyn til forskellene i sikkerhedsbestemmelserne. Det fik man dog ikke andet ud af, end at ministeren gav udtryk for, at loven også ville dække museumssporveje. Det fremgik imidlertid ikke direkte af loven. Til gengæld fremgik det, at veteranbaner der kun berørte en enkelt grund og ikke krydsede offentlige veje var undtagne fra loven. Denne undtagelse fik betydning senere, da den netop kom til at omfatte Sporvejsmuseet. Lov om veteranbaner blev ophævet 1. juli 2010, og i stedet er Sporvejsmuseet nu omfattet af Jernbaneloven.

### Brøndby-projektet
I 1969 fik foreningen kontakt med Brøndbyernes Kommune, der var både interesseret og velvillig. Der blev holdt møde med kommunen, og det blev undersøgt, hvad en hal til museumsvognene ville koste. Der blev desuden fundet et areal, der alligevel ikke kunne bruges til boligbyggeri, industri eller lignende. Nærmere betegnet var det tanken, at en museumssporvej skulle udgå fra et areal ved Brøndbyøstervej, hvor der også skulle være remise. Herfra skulle der så køres gennem et område umiddelbart nord for Holbækmotorvejen (dengang omtalt som Vestmotorvejen) til Vestvolden, hvorfra der så skulle køres mod nord langs med Voldgaden til en endestation i Brøndbyskoven. Den konkrete strækning ville dog afhænge af myndighedernes behandling af sagen.
Det viste sig imidlertid, at en stor del af det udpegede areal var ejet af Københavns Kommune. Da de også skulle involveres, begyndte sagen at trække ud. Samtidig kunne Sporvejshistorisk Selskab se, hvordan de potentielle byggeudgifter steg, alt imens man som nævnt også stod med et mærkbar husleje i den tidligere Svanemøllen Remise. Derudover var der også en vis skepsis både i og udenfor foreningen overfor, om det overhoved var muligt at etablere et levende bytrafikmuseum. Hertil svarede bestyrelsen, at den slags allerede fandtes i andre lande. For eksempel havde Svenska Spårvägssällskapet indviet Museispårvägen Malmköping i 1969. For en dansk museumssporvej var det tanken først at opføre en hal, der kunne benyttes til opbevaring og udstilling af museumsvogne og andre effekter. Derefter skulle der så etableres strømforsyning og anlægges en strækning etapevis. Tidsperspektivet afhang dog af forskellige faktorer så som økonomi og arbejdskraft.
Brøndbyernes Kommune var fortsat positive, og 16. juni 1971 godkende kommunalbestyrelsen enstemmigt Sporvejshistorisk Selskabs ansøgning om en museumssporvej. Det kunne dog ikke umiddelbart bruges til så meget, for man var stadig ikke kommet videre med Københavns Kommune. 16. november 1971 blev der dog afholdt et møde med de to kommuner og forskellige andre myndigheder. Brøndbyernes Kommune ønskede en linjeføring så tæt på Holbækmotorvejen som muligt. Skovmyndighederne så gerne at Brøndbyskoven blev tilført aktiviteter men ville dog ikke have yderligere forlængelser ind i den. Fredningsplanudvalget var bekymret for en eventuel støjplage, men hertil blev svaret, at støjen ville være langt mindre end fra en motorvej.
Sagen strandede imidlertid, da Københavns Kommune ønskede markedsleje for deres arealer. Det havde foreningen ikke råd til, og da Brøndbyernes velvilje ikke rakte til at købe arealerne, måtte projektet opgives omkring årsskiftet 1971/1972, efter at der var brugt mange kræfter på det. Efterfølgende måtte det dog konstateres, at det nok var heldigt, da man næppe ville have kunnet være i fred for hærværk og graffiti. Historien gentog sig i øvrigt i 2001, da Brøndby Kommune udpegede en del af det samme område til en muslimsk gravplads, men hvor det viste sig stadig at være ejet af Københavns Kommune. Efter en del forviklinger og hærværk kunne gravpladsen dog indvies i 2006.

### Bogievogne og Aarhus-vogne
I 1971 var situationen efterhånden ved at være kritisk for Sporvejshistorisk Selskab, da der skulle skaffes både penge og plads til de vogne, der blev udrangeret i de år, og som ønskedes overtaget. Økonomien blev dog lettet af, at Københavns Sporveje forærede foreningen de to bogiemotorvogne KS 587 og 617, de to bogiebivogne KS 1552 og 1572 og to slibevogne KS S1 og S2, der alle blev udrangeret i forbindelse med sporvejsdriftens ophør 23. april 1972. Bogievognene var tegnet af arkitekten Ib Lunding og leveret op gennem 1930'erne. I 1950'erne blev de ombygget med fast plads til konduktørerne og ændrede dørplaceringer. De to slibevogne var oprindeligt bygget som toetages vogne i 1900 men ombygget til enetages i 1924 og til slibevogne i 1952-1953. De senere omfattende restaureringer af en bogiemotorvogn og en slibevogn i 2001'erne er beskrevet længere nede.
Sporvogne fra Aarhus, hvor sporvejsdriften ophørte 7. november 1971, ventede man med i første omgang, da der var lokale planer om en veteransporvej. Der var flere mulige strækninger i spil, men den eneste, der nåede en nærmere behandling, var en fra Sankt Pauls Kirke til Chr. Filtenborgs Plads ved remisen på Dalgas Avenue med en mulig forlængelse derfra til Tivoli Friheden. Sporvejshistorisk Selskab ville gerne drive en museumssporvej i Aarhus, hvis Aarhus Kommune ville stille anlæg til rådighed og dække medlemmernes udgifter til transport og overnatning. Det sidste ville dog have kostet næsten lige så meget som almindeligt sporvejspersonale. Desuden ville den korte strækning mellem Sankt Pauls Kirke og Chr. Filtenborgs Plads formentlig ikke have været så attraktiv. Og derudover var Århus Sporveje (ÅS) betænkelige, da det i de sidste år havde knebet med andre trafikanters respekt for sporvognene. Så resultatet blev, at Aarhus Kommune opgav planerne i efteråret 1972, og at foreningen i stedet fik foræret fire sporvogne fra Århus Sporveje.
De to af sporvognene fra Aarhus, motorvognene ÅS 1 og 3, var dele af en serie vogne i stil med de københavnske scrapvogne, der var leveret i 1945 som erstatning, efter at næsten hele Århus Sporvejes hidtidige vognpark var brændt ved en schalburgtage i 1944. En tilsvarende bivogn, ÅS 54, var blevet leveret som en del af en supplerende serie vogne i 1947. Endelig var der en bivogn, ÅS 60 fra 1909, der havde overlevet branden, fordi den var sendt til ombygning. I 1953 blev den yderligere ombygget til slibevogn. Efter at Sporvejsmuseet åbnede i 1978, kom de to motorvogne i drift som museets faste slidere. De to bivogne er til gengæld nu udstillede i Valby Gamle Remise.

### Skjoldenæsholm
Med henblik på opbevaring af sporvognene undersøgtes en række lader rundt om på Sjælland i slutningen af 1971, men man fandt kun frem til en enkelt brugbar i Viby Sjælland. Ejeren af en anden lade gjorde imidlertid foreningen opmærksom på herregården Skjoldenæsholm på Midtsjælland, hvis ejer Vilhelm Bruun de Neergaard var interesseret i at trække aktiviteter til det naturskønne område. Skjoldenæsholms historie går tilbage til middelalderen, hvor den i 1567 nedrevne kongeborg Skjoldenæs lå lidt syd for det senere museum. Den nuværende trefløjede hovedbygning lidt nord for stammer fra 1766. I 1971 havde Vilhelm Bruun de Neergaard imidlertid indrettet den til kursusejendom og hotel.
Ved nærmere eftersyn viste det sig, at den Sjællandske Midtbane, også kendt som Midtbanen eller den Midtsjællandske Jernbane, havde gået over herregårdens jorde. Banen var blevet åbnet i etaper fra Næstved til Ringsted 1. juni 1924, over Skjoldenæsholm til Hvalsø 15. august 1925 og til Frederikssund 17. november 1928. En påbegyndt forlængelse videre til Hillerød blev derimod opgivet, og 15. maj 1936 blev banen mellem Ringsted og Frederikssund nedlagt på grund af dårlig økonomi. Skjoldenæsholm nåede dog at få et trinbræt i 1928 på den modsatte side af Skjoldenæsvej af Sporvejsmuseets nuværende indgang. En bro over vejen blev til gengæld bortsprængt i 1962, da den var for smal til den voksende trafik. Jernbanesporene var naturligvis også for længst væk, da Sporvejshistorisk Selskab fik øje på den gamle strækning, hvor der i stedet havde bredt sig en del bevoksning. Men der lå stadig en næsten to kilometer lang ubrudt strækning med intakte dæmninger og gennemskæringer på Skjoldenæsholms jorde. Det ville altså være muligt at anlægge en sporvej der.
Omkring årsskiftet 1971/1972 blev der taget kontakt med Vilhelm Bruun de Neergaard. Han viste sig at være positiv og konstruktivt indstillet, og ved et møde 26. januar 1972 blev der opnået principiel enighed. Strækningen blev på 1,8 km ad banens gamle tracé til en rotunde i Højbjerg Skove. Desuden blev der anvist en remisegrund. Vilhelm Bruun de Neergaard ville derudover hjælpe i forhold til Fredningsnævnet og eventuelt med kaution for et byggelån. For de aktive i Sporvejshistorisk Selskab betød det, at man på kort tid var kommet væsentligt tættere på den ønskede museumssporvej. Samtidig var det et velkomment lyspunkt i en tid, der ellers netop var præget af sporvejsdriftens ophør.
I marts 1972 gik Sporvejshistorisk Selskab i gang med at indhente tilladelser hos Fredningsplanudvalget for Vestsjællands Amt, Byudviklingsudvalget for Ringstedegnen og Ringsted Kommune. Fredningsplanudvalget ville dog i første omgang give afslag. Da Vilhelm Bruun de Neergaard imidlertid blev klar over, at det var en skrivebordsafgørelse, inviterede han hele udvalget til en kop kaffe og besigtigelse på stedet. Det må have virket, for tilladelsen forelå 19. maj 1972. Efterfølgende kom der tilsvarende positive svar fra Ringsted Kommune 23. juni 1972 og fra Byudviklingsudvalget 12. juli 1972. En forpagtnings- og samarbejdsaftale mellem Sporvejshistorisk Selskab og Skjoldenæsholm Gods blev indgået 19. december 1973 med tilbagevirkende kraft fra 1. maj 1973.

### Byggeriet går i gang og i stå
Vilhelm Bruun de Neergaard viste stor tillid til Sporvejshistorisk Selskab, så anlægsarbejdet gik i gang allerede i september 1972 med fjernelse af bevoksning fra den gamle banetracé. Samtidig begyndte medlemmer af foreningen at tage skinner op flere steder i København til senere brug på museet. Først blev der hentet skinner og sporskifter i den tidligere Nørrebro Remise. Omkring årsskiftet 1972/1973 gjaldt det vendesløjfen ved Øresundsvej. Og senere i 1973 optog man en sporvifte bestående af flere sporskifter i forlængelse af hinanden fra Århusgade Remise samt spor fra sydsiden af Allégade Remise.
På Skjoldenæsholm gjaldt det om at få det kuperede område planeret til brug for remise og forplads. Forsvaret blev tilbudt at lade ingeniørtropperne planere det som øvelsesobjekt men afslog høfligt. Et foredrag om anlægsarbejdet hos Triangelklubben i Hedehusene resulterede imidlertid i et tilbud fra en af de tilstedeværende, den lokale entreprenør Bent Klingenberg, om at klare jordarbejdet. Bent Klingenberg gik i gang med planeringen i påsken 1973, men arbejdet var så omfattende, at han kun nåede 60 %. Resten måtte så klares i bededagsferien, men prisen blev alligevel rimelig. Bent Klingenberg stillede også flere gange senere maskiner til rådighed for museet.
Det stod på forhånd klart, at der hverken var økonomiske eller mandskabsmæssige ressourcer til at etablere et færdigt museum på en gang. Som første etape valgtes at opføre remisen, der skulle være på 82 x 19 m med plads til værksted og samtlige vogne, så man kunne undgå udendørs opbevaring. Remisen skulle leveres som et færdigt byggeri af en totalentreprenør. Den ville koste ca. 410.000 kr., hvoraf et kreditforeningslån stod for 280.000 kr. Fondstilskud søgte man forgæves om, men medlemmerne bidrog med 110.000 kr. fordelt på ca. 50 långivere. Planen var, at når remisen var opført, og foreningens vogne flyttet dertil, at åbne stedet som et statisk museum 23. maj 1974. Indtægterne herfra ville så være med til at finansiere den videre udbygning. Man regnede endvidere med at kunne åbne en første delstrækning i 1975.
I september 1973 gjorde leverandøren af buerne til remisen imidlertid opmærksom på, at fundamenterne til dem ikke var forsvarligt udførte, og at de end ikke var støbt i frostfri dybde. Arbejdet blev derfor omgående stoppet, og indkøbte materialer sendt til opbevaring. Sagen gik til Retten i Ringsted, der udmeldte syns- og skønsmand. Der blev afholdt retsmøde på stedet i januar 1974, og i marts 1974 afgjorde retten, at ansvaret udelukkende lå hos totalentreprenøren. Sporvejshistorisk Selskab krævede 31.000 kr. i erstatning efter fradrag for leverede materialer, men foreningens advokat mente, at det ville blive for dyrt at gå videre med sagen. Desuden var totalentreprenøren gået i betalingsstandsning, så det eneste man fik ud af kravet var en beskeden dividende på 1.800 kr. fra entreprenørens bo i 1976.
For Sporvejshistorisk Selskab var situationen endnu en gang kritisk. Økonomien var ødelagt, samtidig med at oliekrisen havde ramt samfundet med inflation og høje renter. Nogle medlemmer var desuden utilfredse med, hvad der blev opfattet som et prestigeprojekt, og nogle syntes, at Skjoldenæsholm lå for langt væk fra København. Foreningen arbejdede dog videre på sagen, og gennem hele 1974 blev der forhandlet med en kreditforening. Vilhelm Bruun de Neergaard støttede endvidere foreningen i forhandlingerne og hjalp med økonomien som medunderskriver af veksler. Men da man endelig kunne få lånet fra kreditforeningen, måtte der yderligere forhandlinger til, for at man kunne få et byggelån som mellemfinansiering. Det lykkedes dog at få Bikuben til at yde det i januar 1975. Desuden var det nødvendigt at få en ny byggetilladelse. Men derefter kunne foreningens medlemmer så også selv gå i gang med byggeriet, som der nu blev ofret mange ferier og fridage på.
Indimellem fik Industribaneklubben, der blev stiftet 9. marts 1974, også tilbudt et stykke af banedæmningen fra den Sjællandske Midtbane. I december 1974 blev der således set på et muligt sted i forlængelse af Sporvejsmuseets senere strækning ud i Højbjerg Skove. Det blev dog hurtigt opgivet for ikke at skade Sporvejshistorisk Selskab. Desuden var tracéet fuldstændig groet til, ligesom stedet blev anset for at være for afsides beliggende. Industribaneklubben endte i stedet i Hedeland vest for København, hvor det første stykke af Hedelands Veteranbane blev indviet sammen med det rekreative område 21. maj 1977. Industribaneklubben omtalte imidlertid senere Sporvejshistorisk Selskab som et forbillede for dem og deres bane i flere sammenhænge, ikke mindst med hensyn til det at køre med eget materiel på egen bane.

### Byggeriet genoptages
Den ændrede økonomiske situation førte til, at remisen blev reduceret til 62 x 29 m, hvilket svarede til størrelsen på den daværende vognpark. Det førte dog hurtigt til pladsmangel i forbindelse med senere anskaffelser. Der var rejsegilde på remisen 2. august 1975, efter at buer, åse og spær var kommet op. Derefter fortsatte arbejdet med tagplader, sider, gavle og porte. Også de første spor i remisen blev lagt. Efterhånden regnede man med, at museet kunne indvies 1. august 1976. Byggeriet tog imidlertid længere tid end beregnet, da der var tale om betydelige anlægsopgaver baseret på frivilligt arbejde. Det gjorde det heller ikke nemmere, at arbejdet hovedsageligt blev udført af en trofast styrke på kun 15-20 mand. I Sporvejshistorisk Selskabs medlemsblad BYtrafik blev der derfor flere gange appelleret til de da næsten 700 medlemmer om at bidrage enten fysisk eller økonomisk.
For de aktive var ting som arbejdslejre og fælles overnatning på et af Skjoldenæsholms hølofter med til at give et godt socialt samvær. Det skulle sidenhen blive til et af museets styrker. At man sov godt efter 14-15 timers arbejde på lange sommerdage var ganske vist ingen hemmelighed, men udover kammeratskabet kunne man til gengæld glæde sig over, at byggeriet nu tog form. Ja en del medlemmer havde endda også overskud til at deltage i cykelløbet Sjælsø Rundt iført trøjer med linjenumre som reklame for det kommende museum i 1973 og nogle af de efterfølgende år.
De første par sporvogne ankom allerede til det kommende museum i 1974, men de måtte i første omgang opbevares udendørs, indtil spor og remise var klar. Vognene der var blevet opbevaret i laden i Viby Sjælland blev overflyttet til det kommende museum i 1975, og senere samme år fulgte vognene fra Aarhus. Svanemøllen Remise måtte fraflyttes med kort varsel i marts 1975, da Københavns Kommune ville omdanne den til sportshallen Svanemøllehallen. De sporvogne der var opbevaret der blev derfor flyttet til den tidligere Århusgade Remise på kommunens regning. Medlemmerne hjalp selv til med flytningen, hvilket gjorde et godt indtryk på kranfirmaet og vognmanden, der var hyret til flytningen. De kom til at hjælpe ved mange andre flytninger sidenhen. Som det blev udtrykt: "Jo, det var da rart at se nogle, der gad bestille noget!" Århusgade Remise kom til at fungere som basalt værksted, selvom der dog ikke nåede at blive helt ordnede forhold. Desuden måtte vognene stå på det betongulv, der havde afløst sporene i remisen efter lukningen af den.

### Metersporsstrækningen bygges
Ved anlæggelsen af museet spillede det ind, at sporvognene i København og Odense kørte på normalspor (sporvidde 1435 mm), mens man i Aarhus benyttede meterspor (sporvidde 1000 mm). Det gjorde det aktuelt med to strækninger med hver sin sporvidde. Den første man gik i gang med var den metersporede strækning, som man i begyndelsen af 1975 optimistisk forventede ville være klar til kørsel senere det år. Sporene havde man som nævnt til dels allerede hentet flere steder i København. Desuden resulterede en ansøgning til Stadsingeniørens Direktorat i, at Københavns Borgerrepræsentation 18. september 1975 vedtog, at overdrage "et kvantum ikke mere benyttede sporvognsskinner" til foreningen, når skinnerne skulle optages fra gaderne. Det skulle de på Strandvejen det år, hvor man kunne overtage 1,5-2 km enkeltspor. Noget af det blev så efterfølgende brugt til at anlægge metersporsstrækningen med, idet sporvidden naturligvis måtte ændres. Resten kunne senere benyttes til en del af normalsporsstrækningen. Der var dog ikke tilstrækkeligt, så i 1983 man derfor lov til at tage ca. 950 m spor fra lokalgadearealet på Øster Allé. Sporene fra de to gader var blevet fornyet kun få år før sporvejsdriftens ophør, så de ville derfor kunne holde til mange års drift på Sporvejsmuseet.
I praksis blev arbejdet med metersporsstrækningen begrænset den første tid, da arbejdskraften blev koncentreret om opførelsen af remisen. Tracéet blev således først jævnet og tromlet i begyndelsen af 1976. Strækningen som sådan blev på ca. 300 m, der begyndte på museumsområdet, hvor en S-kurve førte den fra remisen til den gamle jernbanetracé. Efter museumsområdet kom der et kort men kraftigt fald ned på en dæmning fra banens tid, der lå lavere end museumsområdet. Strækningen endte ved en perron ved det tidligere brofæste ved Skjoldenæsvej. Vest for Skjoldenæsvej og nord for banedæmningen anlagdes en parkeringsplads for de besøgende med plads til i første omgang 20 biler. Desuden anlagdes en 50 m lang adgangsvej fra Skjoldenæsvej over en slugt med afløbet fra Skjoldenæsholms gårdsø til parkeringspladsen og en trappe fra parkeringspladsen til perronen. Skjoldenæsholm Gods stillede arealet til rådighed og ryddede bevoksningen, Bent Klingenberg lavede jordarbejdet, og Ringsted Kommune støttede økonomisk. Tanken var at parkeringspladsen skulle være den eneste adgangsvej for de besøgende. Derved fik metersporsstrækningen til den også en eksistensberettigelse, idet de besøgende måtte køre med sporvogn for at komme til museet.
I begyndelsen af 1976 var der desuden blevet kloakeret omkring remisen. Remisen selv lignede nu efterhånden en rigtig bygning med gavle, porte, døre og vinduer. Indvendigt var vægbeklædning og skillevægge ved at komme på plads, hvorefter det gjaldt baderum og toiletter. I foråret 1976 måtte det dog erkendes, at det tilstræbte åbningstidspunkt ikke kunne nås. Remisebyggeriet var ganske vist godt på vej, men området lignede stadigvæk en byggeplads. Det blev derfor besluttet at udskyde åbningen til 8. maj 1977, så man kunne nå at rydde op og give de besøgende et ordenligt helhedsindtryk. De første fem vogne i Århusgade Remise blev dog flyttet til det kommende museum allerede i maj 1976, da en af dem alligevel skulle ud af remisen i forbindelse med en tv-optagelse.
I marts 1977 blev det besluttet at udskyde åbningen af museet endnu en gang, da dårligt vejr i januar og februar havde forsinket de udendørs arbejder så meget, at det ikke kunne indhentes. Indvendigt blev der dog arbejdet videre med gulvlægning, malerarbejde og elinstallationer. Og da vejret var til det, gik man i gang med at lægge sveller og spor til metersporet, der efterfølgende blev svejset sammen og forsynet med ballast. Undervejs blev den planlagte åbning 8. maj 1977 markeret ved, at en pyntet diplorivogn blev kørt ud ad sporet, hvor begivenheden blev fejret med champagne. I sommeren 1977 færdiggjordes arbejdet foran remisen med sporviften fra Århusgade Remise til de normalsporede vogne. Selve Århusgade Remise husede stadig nogle sporvogne, men da bygningen skulle omdannes til medborgerhuset Østerbrohuset, blev vognene flyttet til museet i september-oktober 1977. En del busser og reservedele måtte dog fortsat opbevares i skiftende eksterne lejemål mange år frem.
Sidst på efteråret 1977 blev det besluttet, at museet skulle åbne 26. maj 1978, men det kom til at holde hårdt. Remisen fik ibrugtagningstilladelse fra Ringsted Kommune 18. januar 1978, hvorefter man kunne gå i gang med den endelige indretning af kiosk, udstillings- og medarbejderlokaler. Den 1.800 m² store hal endte med at koste ca. 600.000 kr. men havde en skønsmæssig værdi på ca. 1,8 mio. kr. Metersporsstrækningen var færdiganlagt ved årsskiftet 1977/1978 og blev efterfølgende rettet til. I marts 1978 blev der opsat køreledningsmaster lang med strækningen, mens selve køreledningen fulgte i april og maj. Desuden indrettedes en interimistisk bygning med en dieselgenerator til at levere strømmen til sporvognene. Kommunen stillede ungdomsarbejdsløse til rådighed, der brolagde forpladsen og anlagde størstedelen af perronen ved parkeringspladsen. Dertil kom medlemmernes eget arbejde med at klargøre vogne til drift og udstilling samt indhentning af de nødvendige tilladelser fra Ringsted Politi og Elektricitetsrådet.

### Udenlandske sporvogne
Sideløbende med etableringen af museet begyndte man også at bevare enkelte udenlandske sporvogne, dog primært fra Nordeuropa. Som den første anskaffedes Flensborgs SFV 36 fra 1926, der ankom til Skjoldenæsholm i 1974, efter at sporvejsdriften i byen var blevet indstillet året før. Overtagelsen af den metersporede vogn blev til dels begrundet med kommercielle hensyn. Den daværende vognpark var forholdsvis ensartet, så en fremmed vogn måtte forventes at vække interesse hos publikum. Desuden ville mange kunne genkende den fra besøg i byen lige syd for den danske grænse. Af samme årsag erhvervedes bogievognen ML 74 fra Malmø. Her var sporvejsdriften også ophørt i 1973, men efterfølgende forsøg på at sælge de resterende sporvogne til videre drift var mislykkedes. I stedet endte Sporvejshistorisk Selskab med at få vognen foræret. Vognen er en såkaldt mustang, der blev leveret til flere svenske byer i årene under og efter anden verdenskrig. Dengang var der venstretrafik i Sverige, men da man gik over til højretrafik i 1967, blev vognen ombygget tilsvarende.
Indimellem kom der tre busser til i 1976. De private busselskaber i Københavns forstæder blev repræsenteret med købet af De Blaa rutebilers nr. 624, en Leyland Royal Tiger fra 1962 der havde kørt i Rødovre og Taastrup. Bortset fra farven minder den om tilsvarende busser fra Københavns Sporveje, inklusive et klapskilt på fronten til at vise, om den var en- eller tomandsbetjent. Fra Aarhus erhvervedes endnu en Volvo B 655 i form af ÅS 165 fra 1961. Den var en af en gruppe på 67 busser, der i nogle år udgjorde hele Århus Sporvejes park af trambusser, som bybusser blev kaldt der. Endelig erhvervedes en Opel Blitz-turistbus fra 1931 fra en privat samler for at vise, hvordan busser så ud dengang, og fordi så gamle busser var sjældne. Den blev dog tilbagesolgt i 1989. Til gengæld indgår den tidligere NESA 60 fra 1963 stadig i museets samling. Den blev overtaget brugt fra Københavns Lufthavnsvæsen i 1977 for at skaffe reservedele til NESA 62. Andre busser er også blevet anskaffet som reservedelskøretøjer, men NESA 60 er den, der har været det langt det længste.

## 1978-1990: Indvielse og udbygning

### Indvielsen
Indvielsen af Sporvejsmuseet Skjoldenæsholm strakte sig over tre dage med strålende solskin. Den officielle indvielse fandt sted fredag eftermiddag 26. maj 1978 med deltagelse af kulturminister Niels Matthiasen og omkring 250 inviterede gæster. Museumsleder Mikael Lund bød velkommen, før Sporvejshistorisk Selskabs formand Ole Iskov talte fra den dekorerede forperon på Odense-bivognen OS 59, der fungerede som talerstol. Formanden fortalte om etableringen af foreningen og dens samling og de første forgæves forsøg på at finde et sted til en museumssporvej. Det endte med kontakten til Skjoldenæsholm, hvor museet blev etableret med remisen og metersporsstrækningen. Derefter omtaltes det forestående byggeri af normalsporsstrækningen og andre arbejdsopgaver samt de ca. 40 frivillige, der havde ofret mange weekender og ferier på det hidtidige anlæg. Endelig takkedes Vilhelm Bruun de Neergaard for sin hjælp og kulturministeren for at ville foretage den officielle indvielse.
Kulturministeren kom med et nostalgisk tilbageblik på sporvognsdriften i byerne, som børn ikke længere havde nogen fornemmelse af. Foreningen sørgede imidlertid for at fastholde disse oplevelser, og ministeren fremhævede, at medlemmerne havde bygget remisen ved frivilligt arbejde. At museet lå på landet var måske nok paradoksalt, men til gengæld kunne det blive et yndet udflugtsmål i den sjællandske idyl. Trods modstand mod kultur i visse kredse var der nemlig voksende interesse for museer. Til sidst ønskede ministeren museet tillykke og glædede sig over at kunne få opfyldt en barndomsdrøm ved at få lov at køre en sporvogn.
Kulturministeren klippede det rød/hvide bånd over og kørte så den første sporvogn, den udsmykkede ÅS 1, med brug af en omskifternøgle med inskription, han havde fået til minde om dagen. Imens spillede HT-orkestret Der kommer altid en sporvogn og en pige til fra spillefilmen Ved Kongelunden fra 1953. Anden tur blev kørt af Ringsteds borgmester G. Møller Rasmussen, hvorefter der var en let anretning i remisen. Her talte flere andre gæster og ønskede foreningen tillykke med indvielsen af museet. En del gaver blev det også til. En af de mere markante var en københavnsk stoppestedsstander i støbejern til sporvogne, som Københavns Sporvejes arvtager Hovedstadsområdets Trafikselskab (HT) kom med. Derudover kunne man glæde sig over stor deltagelse fra pressen, om end DR's TV udeblev.
Lørdag formiddag 27. maj var der indvielse for ca. 500 medlemmer af Sporvejshistorisk Selskab med pårørende, der var kørt med dampsærtog fra Københavns Hovedbanegård til Hvalsø Station og derfra med busser til museet. Denne dag var det Vilhelm Bruun de Neergaard, der klippede det rød-hvide bånd og kørte den første sporvogn. HT-orkestret spillede også her, ligesom der var sørget for en kold anretning. Efter at have set museet tog gæsterne så tilbage med særtoget. Om eftermiddagen var der åbent hus for alle borgere i det lokale postdistrikt Jystrup Midtsjælland, hvilket 556 af dem benyttede sig af. Om aftenen fejrede de aktive selv indvielsen med en festmiddag for egen regning på Vrangeskov Kro. De var trætte efter flere lange arbejdsdage med at gøre klar til åbningen, men der var alligevel overskud til fest og afsluttende kørsel med natsporvogn.
I forbindelse med indvielserne 26. og 27. maj 1978 var der desuden kørsel med busserne NESA 62 og De Blaa rutebiler nr. 624. De var ellers ikke indregistrerede men havde fået tilladelse til særlig kørsel på prøveskilte af Ringsted Politi. 26. maj gjorde de det så muligt at transportere folk ad en rute fra parkeringspladsen via Skjoldenæsholms avlsgård til museet, før museet og metersporsstrækningen blev indviet og kunne tages i brug. 27. maj kørte de primært på samme strækning for at muliggøre rundture, hvor folk kunne køre med bus den ene vej og sporvogn den anden. Busserne var derefter udstillet på museets forplads til 5. juni, hvor de blev kørt i depot. Sammenlagt nåede de at køre 44 km med 510 passagerer. Regulær buskørsel kom først i gang i 1995 som beskrevet længere nede, men der har NESA 62 og De Blaa rutebiler nr. 624 aldrig været med.
Søndag 28. maj var første åbningsdag for almindelige besøgende, som der kom 1.856 af, blandt andet med et særtog fra Dansk Jernbane-Klub. Dette tal er stadig rekord for en enkelt besøgsdag. Det gav dog problemer, at alle skulle med sporvognen det sidste stykke til museet, for med kun en vogn til at køre frem og tilbage ad gangen var kapaciteten for lav. Til gengæld kunne de besøgende så imponeres over den store remise og glæde sig over gensynet med sporvognene. For de aktive medlemmer var der nok at se, og også koner, forlovede og mødre havde travlt. Som en af konerne sagde til en af de andre kvinder: "Det værste er næsten, at man bliver bidt af det!"

### Den første sæson
Fra starten af rådede Sporvejsmuset over remisen med seks spor, værksted, medarbejderfaciliteter, udstilling og kiosk. Dertil kom så den ca. 300 m lange metersporede strækning mellem parkeringspladsen og museet. Et typisk besøg varede mellem en halv og en hel time. Det forventedes at der ville komme mellem 5.000 og 10.000 gæster pr. sæson. Parkeringspladsen var da også kun dimensioneret til 20-25 biler. Men på mange dage var der over 100 samtidig, så de overskydende måtte holde i flere hundrede meter lange rækker fra parkeringspladsen og langs med Skjoldenæsvej. Med den tilstrømning kunne overfyldte vogne naturligvis ikke undgås. Der var dog også mere fredelige dage, især i september hvor vejret var dårligt. I alt blev det imidlertid til 35.111 almindelige besøgende den første sæson, til trods for at der kun var åbent i weekenderne fra 28. maj til 24. september samt på grundlovsdag. Dertil kom deltagerne i indvielsesarrangementerne og borgerne i Jystrup de to første dage, så årets samlede besøgstal reelt nåede op på ca. 36.500. Sæsonen blev udvidet flere gange med yderligere åbningsdage i de efterfølgende år, men besøgstallet fra den første sæson er aldrig senere blevet overgået.
Trafikken blev fra starten varetaget af de to sporvogne ÅS 1 og 3 fra Aarhus, der som regel kørte hvert tiende minut. De måtte dog have tilpasset styringen af dørene, for da stoppestederne i de to ender af strækningen var anlagt på hver sin side af sporet, kom indstigning til at ske i højre side af køreretningen men udstigning i venstre. En del af de besøgende forvekslede i øvrigt snart Aarhus-vognene med de københavnske vogne, som de havde kørt med i sin tid. Vognene var således gule begge steder og med en del ligheder i den ydre udformning. Til gengæld var skiltene på den københavnske linje 2 for eksempel røde med hvidt skrift, hvor de i Aarhus var hvide med grøn skrift, men den slags detaljer glemmes hurtigt. I løbet af den første sæson etableredes der desuden ekstrakørsel med Flensborg-vognen SFV 36, hvilket publikum tog godt imod. Vognen var dog i dårlig stand og blev derfor hensat efter den første sæson. Ekstrakørslen blev derefter varetaget af BVB 213 fra Basel, der blev anskaffet til formålet i 1979. Vognen er bygget i 1933, men med sine træsæder og små sideruder virker den noget ældre.
Til driften krævedes desuden vognstyrere og konduktører. De første blev uddannet med teoretisk undervisning og praktisk indøvelse forud for indvielsen, og efterfølgende kom flere til. Derudover var det nødvendigt med kioskpassere, vagthavende og parkeringsvagt, så der i alt var 10-12 medarbejdere beskæftiget med publikumsbetjening på en typisk åbningsdag. I løbet af den første sæson præsterede 76 medlemmer ca. 550 arbejdsdage med publikumsbetjening og ca. 1.800 arbejdsdage med anlæg, vedligeholdelse og andet arbejde. De medarbejdere, som de besøgende mødte til at begynde med, var hovedsageligt mænd, der var iført gamle uniformer fra Københavns Sporveje og Århus Sporveje. Kvinder kunne dog også ses.
Udstillingen bestod i begyndelsen blandt andet af plancher om foreningen, museet og sporvejshistorie og montre med billetter og sporvognsmodeller. Den største udstillingsgenstand var dog forperronen fra motorvognen KS 276, hvor børn og voksne kunne lege vognstyrere. Den var blevet skilt ad fra resten af vognen til brug for en udstilling i det daværende Bella Center, nu Grøndal MultiCenter, ved Københavns 800 års jubilæum i 1967. Desuden var der opsat en reservefront til de københavnske ledvogne, der var blevet eksporteret til Alexandria ved sporvejsdriftens ophør i 1969-1972. I bogiebivognen KS 1572 var der indrettet en lysbilledbio med historiske billeder og billeder af foreningen og museets aktiviteter. Flere af de andre københavnske sporvogne, der endnu ikke kunne køre nogen vegne, blev opstillet udenfor. Indenfor blev der opsat en modelsporvej, hvor de besøgende kunne sætte gang i kørslen med møntindkast.
Konceptet med plancher, montre og opstillede vogne benyttes fortsat, ligesom forperronen fra KS 276 og ledvognsfronten også stadig er udstillede. Lysbilledbioen og modelsporvejen måtte til gengæld begge tages ud af drift i 2001, da de var slidt op. Der blev dog efterfølgende opbygget en ny modelsporvej.
Af andre oplysninger fra åbningsåret 1978 kan nævnes, at museets vognpark bestod af 5 metersporede sporvogne, 24 normalsporede sporvogne, 3 trolleybusser, 6 busser og diverse arbejdskøretøjer. De tre metersporede sporvogne ÅS 1, ÅS 3 og SFV 36 kørte i alt 1.157 km. De 35.111 almindelige besøgende var fordelt på 25.200 voksne, 9.377 børn og 534 med fribillet. 32.765 personer kom på de 36 ordinære åbningsdage og 2.017 kom på 18 hverdage med bestilte særarrangementer. Desuden betalte 329 for at få adgang ved åbent hus-arrangementet 27. maj og et arrangement for medlemmer af Sporvejshistorisk Selskab og folk med tilknytning til Skjoldenæsholm Gods 30. september.

### De første år
Fra 1979 holdt Sporvejsmuseet åbent på lør, -søn og helligdage fra den første af dem i maj, eventuelt fra Store bededag hvis den faldt sidst i april, til sidste søndag i september. Samme år holdt man forsøgsvist også åben på onsdage i juli, hvilket blev udvidet til alle onsdage i skolernes sommerferie i 1980. I 1982 udvidedes yderligere med åbent tirsdag og torsdag i skolernes sommerferie også samt forsøgsvist onsdag i efterårsferien i oktober. I 1983 var der forsøgsvist åbent i weekenderne i efterårsferien. Fra 1984 blev sæsonen så udvidet til at gælde til og med efterårsferien, hvor der også var åbent tirsdag-torsdag. I 1985 indskrænkedes hverdagsåbent i efterårsferien til onsdag, men fra 1986 blev det på ny tirsdag-torsdag. Siden 1994 holdes åben alle dage i efterårsferien.
Fra 1979 til 1997 blev den permanente udstilling suppleret af årlige navngivne særudstillinger, enten i anledning af jubilæer eller med bestemte temaer. Den første særudstilling, Den elektriske sporvogn 100 år - og stadig moderne, viste udviklingen fra Siemens' første elektriske bane i 1879 og frem til 1970'ernes sporvogne. Af andre særudstillinger kan for eksempel nævnes Sporveje under besættelsen i 1980, Sporvogne - arbejde, leg, hobby i 1982, Hvis sporvognene var gået under jorden i 1987, Sporvognen og folkeviddet i 1993 og 25 år uden sporvogne - og dog i 1997.
Tilbage i 1981 fik Sporvejsmuseet et par nye aktiviteter. 13. juni var museet således for første gang udlejet til et firmaarrangement efter almindelig lukketid. Det var Monberg & Thorsen, der her afholdt sin årlige firmafest med grillstegt kalv, musik, dans og sporvognsture efter mørkets frembrud. 15. august afholdtes for første gang det årlige arrangement Medlemmernes dag for medlemmer af Sporvejshistorisk Selskab. Her blev medlemmerne budt på rundvisning bag kulisserne, udflugt til et eksternt depot, en gåtur ud ad den kommende normalsporsstrækning, fællesspisning og mulighed for selv at forsøge sig som vognstyrer. Arrangementet er gentaget hvert år sidenhen om end tilpasset museets løbende udvikling.
Samme år blev de to første kvindelige vognstyrere i Danmark udlært på Sporvejsmuseet efter at gennemgået den almindelige teoretiske og praktiske uddannelse. Københavns Sporveje havde godt nok fået kvindelige konduktører i 1960 og kvindelige buschauffører i 1968. Og i udenlandske sporvejsbyer kom der også kvindelige vognstyrere. Men ingen af de danske sporvejsbyer kom så langt, så Sporvejsmuseets premiere på det vakte en del interesse i pressen. Efterfølgende blev enkelte andre kvinder også uddannet som vognstyrere, men endnu i 2021 var man dog kun kommet op på seks i alt mod betydeligt flere mænd.
I 1980'erne overtog museet flere vogne, der havde været opstillet eller opmagasineret flere steder, og som derfor ikke umiddelbart egnede sig til drift eller udstilling. I 1980 overtog man for eksempel et gammelt københavnsk vogntog fra supermarkedskæden Irma. Motorvognen KS 257 var blevet malet blå som reklame for Irma Kaffe og havde kørt ved Børnehjælpsdagen i 1967. Efterfølgende havde den sammen med den tilsvarende malede bivogn KS 1381 stået ved Irmas hovedkontor i Rødovre. I 1983 overtog man motorvognen ÅS 5 og bivognen ÅS 41 fra Aarhus fra fondet Det Jyske Sporvejsmuseum. Fondet var blevet stiftet 15. november 1976 med henblik på at bevare nogle vogne fra Aarhus til et egnsmuseum. I maj 1981 besluttede det imidlertid at afvikle sine aktiviteter. Senere i 1983 overtog Sporvejsmuseet desuden saltvognen KS 309 og bogiebivognen KS 1582 fra København, der var blevet bevaret af en privatperson.
En museumssporvej kræver dog mere og andet end sporvogne. Så da sporvejene i Bremerhaven indstillede driften i 1982, benyttede man anledningen til at erhverve 400 meter rilleskinner, 300 traverser, 1.400 meter køreledning, fire diplorier og en række andre små og store dele. I 1984 erhvervedes et antal sporskiftetunger og sporkryds fra sporvejene i Kiel, der indstillede driften året efter. I 1987 var det så sporvejene i Wuppertal, der indstillede driften. Her overtog museet slibevognen WSW 3241, der var bygget som almindelig motorvogn i 1925 men ombygget i 1967. Den normalsporede vogn blev anskaffet med henblik på bekæmpelse af riffeldannelser på sporene, der ellers medfører støj og slid på sporvognene. Man havde godt nok forsøgt at bruge en af de københavnske slibevogne til det, men den var i dårlig stand i modsætning til vognen fra Wuppertal, der var driftsklar. De mange anskaffelser fra de nedlagte tyske sporveje gav i øvrigt en overgang museet øgenavnet "Tysk Sporvejsplyndring".
I remisen blev der foretaget gulvlægning i de dele, der ikke havde nået at få det før indvielsen, i 1978-1980, hvor der også blev arbejdet med anden indretning. Den oprindeligt sekssporede remise blev desuden udvidet med en tilbygning med et syvende spor i 1982-1984. Herved kunne yderligere fem-seks vogne komme under tag i stedet for at måtte opbevares udendørs. Senere blev en del af tilbygningen dog indrettet som malerværksted til brug for restaurering af museets vogne. På forpladsen ved remisen blev der i slutningen af 1970'erne og begyndelsen af 1980'erne blandt andet arbejdet med brolægning, kloakering, beplantning og anlæg af en vendeplads til busser. I 1984 blev der desuden opsat en københavnsk aviskiosk beklædt med løbesedler. Den stod der indtil 2013, hvor den blev taget ind for renovering. Ved Skjoldenæsvej blev der anlagt en ekstra trappe for at adskille de besøgende, der kom og gik, i 1979 og et halvtag til konduktørerne i 1980.

### Normalsporsstrækningen bygges
Efter slutningen på den første sæson påbegyndtes arbejdet med den normalsporede strækning til vogne fra blandt andet København. Den ca. 1,5 km lange strækning kom til at ligge i forlængelse af den metersporede strækning fra museumsområdet til en endestation ved Eilers Eg i Højbjerg Skove, hvor seks skovveje mødes. De første ca. 800 m af strækningen kom til at forløbe mellem marker og resten gennem skoven. Fra ca. 200 til ca. 830 m fra remisen er der en svag kurve, mens resten af strækningen er lige. Ca. 1.200 m fra remisen er der en bro over strækningen fra den Sjællandske Midtbanes tid. Strækningen blev planlagt som enkeltsporet med vendesløjfer ved endestationerne og krydsningsspor ca. 800 og 1.300 m fra remisen. På de første ca. 300 m af strækningen skulle der være dobbeltspor. Sammenlagt betød det, at der ville kunne køres hvert 5., 10, 15. eller 20. minut efter behov. Men da anlægsarbejdet ville blive omfattende, ville man begynde med en enkeltsporet strækning til det første krydsningsspor. Den ville så kun kunne trafikeres af en vogn ad gangen, da resten af strækningen og det andet spor til dobbeltsporet måtte vente til anden omgang. På sigt kunne det desuden blive aktuelt at give den dobbeltsporede strækning et gademæssigt præg.
Rent praktisk begyndte arbejdet i 1978-1979 med rydning af en ca. 2.000 m³ stor jordvold langs med remisen, der var opstået ved planeringen til den i 1973. I 1979-1982 fandt der et omfattende arbejde sted med at anlægge en vendesløjfe og andre nødvendige sporanlæg på forpladsen. Sporene var som nævnt skaffet flere steder i København. Vendesløjfen blev således opbygget med blandt andet dele fra vendesløjferne på Sundbyvester Plads og ved Øresundsvej. Andre spor på forpladsen kom blandt andet fra Falkoner Allé, Brønshøjvej og Primulavej, og fra Allégade og Nørrebro Remiser kom der sporskifter.
I 1981 gik man i gang med at rydde de første ca. 800 m af tracéen fra den Sjællandske Midtbane for den bevoksning, der havde bredt sig siden nedlæggelsen af banen. Derefter kunne der arbejdes med dræning, kloakering, muldafrømning og lægning af ballast. De første køreledningsmaster blev også sat op. De første ca. 350 m spor blev lagt i 1984-1985, samtidig med at der arbejdedes videre med jordarbejde og dræning længere fremme på strækningen. Det ansloges at udgifterne var på 500-600 kr. pr. meter i 1982-priser. For godt nok benyttedes der frivillig arbejdskraft og en del genbrugsmaterialer, men ting som planering, ballast, sveller og opsætning af køreledningsmaster kostede stadig.
For at skaffe penge til udbygningen blev der afholdt et årligt sporvejslotteri i 1982-1984. Det første lotteri blev indledt ved et arrangement på Sporvejsmuseet 1. juli 1982 og løb ind til 31. august 1982. Der var 10.000 lodder, der alle blev solgt med et overskud på over 47.000 kr. til følge. Præmierne var sponseret af forskellige firmaer og enkeltpersoner, herunder hovedgevinsten der var en rejse til Mallorca. Det andet lotteri løb fra 2. juli til 1. september 1983. Her kunne der blandt andet vindes en rejse til London og et weekendophold på Mogenstrup Kro. Denne gang lykkedes det ikke at sælge alle lodder, men det blev dog til et overskud på ca. 40.000 kr. Det tredje og sidste lotteri fandt sted fra 28. juni til 27. august 1984 med de samme hovedgevinster. Der var igen 10.000 lodder, og med kun 663 usolgte resulterede det i et overskud på næsten 45.000 kr.
I 1983 indførtes salg af svellebeviser. Hver af svellerne blev forsynet med en lille metalplade med fortløbende numre, og der blev så produceret et bevis for hver af dem, som folk kunne købe for 100 kr. stykket. Og det kan de for den sags skyld stadig, men salget er efterhånden minimalt med for eksempel kun seks solgte beviser i 2018. De gamle sveller med tilhørende metalplader ligger der til gengæld stadig med undtagelse af svelle nr. 1-165, der blev fjernet i forbindelse med en senere asfaltering af den første del af strækningen. På svelle nr. 169 er det påsat en særligt skilt til minde om, at Honda CX-Club Danmark, Region Øst sponserede den 6. maj 1990, dagen efter deres stiftelse.
Den første etape af museets normalsporede strækning åbnede i form af 300 m til stoppestedet Tobaksmarken. Indvielsen blev foretaget af skuespilleren Ove Sprogøe ved en forpremiere for presse og indbudte gæster fredag 14. juni 1985. Ove Sprogøe havde spillet vognstyrer på den københavnske linje 8 i filmen Ved Kongelunden fra 1953 med Dirch Passer som konduktør. Denne var i mellemtiden afgået ved døden, så i stedet fungerede skuespilleren Erik Hansen som konduktør. Dagen efter var der indvielse for medlemmer af Sporvejshistorisk Selskab og Dansk Jernbane-Klub, hvor Vilhelm Bruun de Neergaards hustru Merete Bruun de Neergaard klippede det røde bånd. Navnet på stoppestedet stammer fra gamle kort over Skjoldenæsholms jorde, hvor området benævnes Tobaksmarken, antageligt fordi der blev dyrket tobak på stedet i 1700-tallet.
Driften på den nye strækning blev til at begynde med varetaget af de københavnske motorvogne KS 275 og KS 470, der kørte hvert tyvende minut. På dage med mange besøgende blev der dog ofte kørt ekstra ture. Der krævedes ekstrabillet for kørsel på normalsporsstrækningen, hvilket knap tre fjerdedele af de besøgende valgte at betale for. Til gengæld blev ekstrakørslen med Basel-vognen indstillet. Det viste sig dog, at der stadig var interesse for at køre med den, så kørslen med den blev genoptaget i et vist omfang senere på året. Museets daværende strømforsyningsanlæg tillod dog kun kørsel med en sporvogn ad gangen, så det var nødvendigt med et signalanlæg, der kunne give klarsignal for en strækning ad gangen.

### De næste etaper
Arbejdet med normalsporsstrækningen fortsatte i 1985, hvor der blev foretaget træfældning, muldafrømning og dræning på de næste to etaper. Desuden omlagdes skovvejen Gammel Sparegodtvej, der kom til at krydse den kommende strækning ca. 900 m fra museet. I 1986 blev der lagt sveller og sporrammer ud på anden etape, der blev færdiggjort året efter. Derefter kunne den anden etape på ca. 250 m til det nye stoppested Flemmingsminde indvies af Sporvejshistorisk Selskabs medlem nr. 1 John Lundgren ved et medlemsarrangement 22. august 1987. Perronen var dog ikke helt klar ved indvielsen, så forlængelsen kunne først tages i brug af publikum 12. september.
Navnet Flemmingsminde skyldtes et uheld under ophængningen af køreledningen til de to første etaper i 1984. Den var gjort fast på en mast ved det senere stoppested og blev derefter trukket ud af en lastbil. Næsten en kilometer efter satte tromlen med ledningen sig imidlertid fast, så lastbilen gik i stå. Chaufføren Flemming antog dog, at stoppet skyldtes et hul i vejen og gav mere gas for at komme videre. Først lidt senere opdagede en anden medarbejder så, at det havde medført, at masten for enden af ledningen var blevet bøjet vandret. Den blev efterfølgende skåret af og en ny opsat ved siden af. På fundamentet for den gamle blev der senere opsat en lille mindeplade om uheldet.
Ved det nye stoppested blev der opsat en ventesalsbygning, der oprindeligt havde stået ved Vestre Kirkegård i København. Den var blevet opført i 1893, men efter at busserne overtog betjeningen af kirkegården i 1956, var den blevet flyttet ind på denne og benyttet som redskabsskur. I 1974 blev den overtaget af Sporvejshistorisk Selskab og flyttet til museet, hvor den blev den første bygning. Her stod den på forpladsen i nogle år, indtil den blev flyttet til det nye stoppested. Indenfor blev der indrettet en lille udstilling med billeder fra den Sjællandske Midtbane. I 2008-2010 var ventesalen taget ned for en omfattende renovering på Københavns Tekniske Skole, da træværket var meget medtaget, men derefter blev den atter opsat ved stoppestedet.
På tredje etape arbejdedes der med oprensning af grøfter og fældning af træer i 1987, mens det meste af sporet fulgte året efter. Derefter kom så et sporskifte og begyndelsen til et planlagt krydsningsspor, ophængning af køreledning og anlæg af en perron til stoppestedet ved krydsningssporet. Stoppestedet kom til at ligge ved indkørslen til Højbjerg Skov og kom da også meget naturligt til at hedde Skovkanten. Den tredje etape som sådan blev på ca. 250 m, der blev indviet af Ringsteds borgmester G. Møller Rasmussen 28. juli 1990.
Sideløbende blev der arbejdet videre på fjerde og femte etape, hvor der blev ryddet for bevoksning i 1988. I 1989 fandt der omfattende jordarbejder og kloakering sted ved den planlagte endestation ved Eilers Eg. I 1991 gjaldt det afgravning af muld og afvanding på femte etape. På fjerde etape blev der foretaget omfattende arbejder med afgravning af jord, tilkørsel af grus, opsætning af køreledningsmaster, oprensning af grøfter og lægning af skinner i 1992. Den fjerde etape på ca. 300 m til det nye stoppested Broen blev indviet af Frederiksbergs første viceborgmester Jørgen Christiansen 18. juni 1993, efter at minister for kommunikation og turisme Arne Melchior havde meldt afbud med halvanden times varsel. Stoppestedet er opkaldt broen lidt længere fremme, der oprindeligt blev anlagt for at føre en skovvej over den Sjællandske Midtbane. Da den sidste etape af normalsporsstrækningen som omtalt længere nede åbnede i 1999, kom sporvognene til at køre under broen.
Stoppestederne langs normalsporsstrækningen kom typisk til at bestå af et spor og en perron med bænke og eventuelt læskur. Desuden blev det opsat borde/bænke-arrangementer, der blev flittigt benyttet af de besøgende til indtagelse af medbragt mad. I 1994 blev der desuden etableret en picnicplads ved skovvejen Gammel Sparegodtvej, der kom til at krydse normalsporsstrækningen mellem Skovkanten og Broen.
Det var ikke muligt at vende sporvognene ved de nye stoppesteder, der på skift fungerede som midlertidige endestationer. Frem til færdiggørelsen af normalsporsstrækningen i 1999 blev driften derfor hovedsageligt varetaget af enkelte gamle motorvogne og scrapvognen KS 470 fra København, der kunne styres fra begge ender. Ved endestationerne måtte konduktøren desuden vende trolleystangen på de københavnske vogne. Det gav anledning til en del interesse hos børnene, og nogle gange fik de større af dem lov til at hjælpe til. I 1988 påbegyndtes desuden kørsel med bivogne. Det var dog i begrænset omfang på grund af de manglende vendemuligheder. I stedet måtte en motorvogn køre ud med bivognen, hvorefter en anden motorvogn kom for at trække bivognen tilbage, før den første motorvogn kunne køre retur.

### Restaurering og museum i Odense
Som nævnt havde man ikke umiddelbart nogen passende motorvogn, da man overtog de to bivogne fra Odense. Motorvognen OS 12 fra 1913 var imidlertid blevet solgt til Uppsala i 1945. Efter at den var blevet udrangeret der i 1953, blev dens vognkasse sommerhus i Roslagen. Her blev den opdaget af medlemmer af Svenska Spårvägssällskapet i 1972, og efterfølgende fik Sporvejshistorisk Selskab lov til at købe den. Man manglede dog en undervogn til den. I Jönköping havde man imidlertid en tilsvarende vogn stående i et skur med henblik på lokal udstilling. Men det blev ikke til noget, for skur og vogn brændte i 1977, og kun den beskadigede undervogn overlevede. Den fik Sporvejshistorisk Selskab så lov til at overtage til OS 12 i 1981.
I 1984 opstod en ide om, at OS 12 kunne restaureres i forbindelse med Odense 1000 års jubilæum i 1988. Det nåede man dog ikke, men i 1987 blev vognen transporteret til Odense Produktionshøjskole, hvor arbejdet med den begyndte. Året efter blev den flyttet til Odense Bytrafiks garageanlæg Station 2, hvor man fik indrettet et filialværksted. Her kom der så gang i restaureringen, der dog viste sig at blive ganske omfattende, ikke mindst med hensyn til den brandhærgede undervogn og de elektriske og mekaniske dele. Det lykkedes dog med praktisk og økonomisk støtte fra mange sider, blandt andet fra Asea der havde bygget vognen i sin tid. Til det færdige udseende valgtes det vinrøde design fra 1935 i stedet for Odense Sporvejs senere postkasserøde design, som den ikke nåede at få. Resultatet blev præsenteret foran Odense Rådhus 12. september 1997, før vognen blev sat i drift på Sporvejsmuseet senere samme år. I Odense havde man godt nok haft tanker om en lokal museumssporvej ad Kongensgade, men da der ikke var tænkt på, hvor der skulle være remise, blev det ikke til noget.
I forlængelse af restaureringsarbejdet åbnedes Odense Bytrafiks Museum 19. maj 1990 med udstilling af billeder, modeller, skilte og andre effekter fra byens sporvejs- og bushistorie. Museet lukkede i 2004, da garageanlægget måtte fraflyttes. Samlingen blev i stedet overført til Sporvejsmuseet og dets magasiner. Medlemmerne i Odense havde i mellemtiden kastet sig over de to bivogne OS 51 og 59 fra byen og den tidligere Odense Omnibus nr. 15. Restaureringen af dem blev flyttet til Hudevad syd for Odense i 2008. Man nåede dog ikke at blive færdig med dem, før filialværkstedet blev afviklet i 2018.

### Aftenåben og juleåben
I 1980'erne og begyndelsen af 1990'erne blev sæsonåbningerne flere gange markeret med besøg af en æresgæst. 1. maj 1982 var DSB's generaldirektør Ole Andresen således på besøg. 3. maj 1986 var det Odsherreds Jernbane og Høng-Tølløse Jernbanes direktør Finn B. Henningsen, der førte årets første driftsvogn. I 1987 var det Roskildes turistchef Mogens Persson. 1. maj 1988 var det Københavns stadsingeniør Jens Rørbech, der var vognstyrer for en dag. 4. maj 1989 blev museet åbnet for sæsonen af Københavns overborgmester Egon Weidekamp. I 1990 var det Ole Andresens efterfølger som DSB's generaldirektør, Peter Langager, der førte den første vogn. I 1991 måtte man vente til en uge efter sæsonstart, hvor man så 11. maj fik besøg af HT's administrerende direktør Henning Hummelmose.
Der kom en enkelt ny bygning til, da der opførtes en traktorgarage, populært kaldet Traktorama, fra 1985 til 1989. Bygningen bruges nu som garage for arbejdskøretøjer samt værksted og lager for de medarbejdere, der tager sig af beplantningen langs museets strækninger.
15. oktober 1988 afholdt museet for første gang en sporvognskavalkade, da man man markerede 125 års jubilæet for den første sporvej i Danmark. Som optakt afholdt man arrangementet "Ud af mølposen" den sidste lørdag i hver måned. Her blev der kørt med nogle af de sporvogne, der normalt ikke kunne opleves i trafikken på museet. Enkelte af dem af dem kunne også tage passagerer med, men resten måtte de besøgende nøjes med at se på og fotografere. For eksempel kunne et københavnsk bogievogntog opleves som Dyrskuelinien, populært kaldet linie Buh, i forbindelse med en særudstilling om linjen i 1988. Et andet eksempel var Malmö-vognen ML 74. Arrangementerne med "Ud af mølposen" blev gentaget i 1990 og 1991.
I 1989 indførtes aftenåben sidste lørdag i august og september, hvor de besøgende fik mulighed for at opleve de illuminerede sporvogne efter mørkets frembrud og køre med natsporvogn. Inspirationen kom blandt andet fra tidligere særarrangementer i aftentimerne. Her var der kommet tilkendegivelser om det stemningsfulde i at genoplive sporvognenes  farvede lanterner, der i sin tid var blevet benyttet til at skelne de forskellige linjer fra hinanden. Den første natsporvogn blev kørt af Frederiksberg Kommunes borgmester John Winther ved en forpremiere 20. august 1989 forud for den første egentlige aftenåben 26. august 1989. Konceptet slog an og har været en fast tradition i alle de efterfølgende år. Siden 1992 har der desuden været besøg af Københavns Astronomiske Forening, der stiller op med kikkerter og computerudstyr. De fik her glæde af, at museet ligger langt fra byernes generende lys. Til gengæld var der risiko for, at der var overskyet, men så kunne de fortælle de besøgende om deres hobby i stedet for.
I weekenden 15.-16. december 1990 indledtes en tradition med juleåben med salg af juletræer en weekend i december. Træerne blev solgt ved den daværende endestation ved Skovkanten og efterfølgende kørt med godsvogne tilkoblet sporvogne til parkeringspladsen, dog med omlæsning mellem de to strækninger på museets forplads. I remisen var der salg af æbleskiver og varme drikke. Arrangementet blev godt modtaget med ca. 500 besøgende og 150 solgte juletræer den første gang. Året efter kunne man konstatere, at det nye tradition var blevet en succes med 1.184 besøgende i de julepyntede sporvogne. Samtidig var arrangementet blevet udvidet med musikalsk underholdning. I 1996 lå der for første gang sne ved julearrangementet til glæde for de 893 besøgende. De købte i øvrigt 239 juletræer foruden ca. 100 l gløgg, ca. 55 l varm kakao og ca. 3.000 æbleskiber. Turen ud i skoven kunne nu også ske med selveste julemanden, der var blevet uddannet som vognstyrer.

## 1990-2003: Færdiggørelse og nye indslag

### Fremtidsplaner i 1990
Ved Sporvejshistorisk Selskabs 25 års jubilæum i 1990 blev der udgivet en jubilæumsbog, hvor man udover at beskrive foreningens historie og status også gjorde sig nogle tanker om fremtiden. På Sporvejsmuseet kunne man glæde sig over, at man havde to strækninger, en remise, ti sporvogne godkendte til drift og et lignende antal køreklare vogne. Men samtidig måtte det også erkendes, at der var grænser for, hvad man kunne opnå med begrænsede økonomiske midler og frivillig arbejdskraft. Nogle medarbejdere spøgte med, at der ville gå over hundrede år, inden alle vogne var blevet restaureret. Det var dog formentligt lavt sat, for på det tidspunkt var der kun foretaget få egentlige restaureringsarbejder, mens resten måtte betegnes som almindelig vedligeholdelse.
For medarbejdernes vedkommende kunne nogle også godt blive bekymrede for en voksende gennemsnitsalder. Men der kom dog nye, unge til, som ikke havde oplevet sporvognene i byerne. De kunne så til gengæld nyde tilfredsstillesen ved frivilligt arbejde. Et spørgsmål var dog, om man skulle åbne for lønnede medarbejdere, sådan som nogle beslægtede foretagender havde. Det ville blandt andet gøre det muligt at holde museet åbent udenfor weekender og ferier, så for eksempel skoleklasser kunne komme på besøg. Det ville dog kræve en holdningsændring i Sporvejshistorisk Selskab. Desuden ville det kræve mere offentlig støtte, end det man fik på det tidspunkt, og det var der ikke udsigt til at få.
I december 1990 udgav Sporvejshistorisk Selskabs bestyrelse et debatoplæg til medarbejderne på Sporvejsmuseet med tanker om fremtiden. For på trods af de nævnte begrænsninger så havde de offentlige tilskud og afvikling af lån efterhånden forbedret økonomien så meget, at man nu kunne begynde at se på udviklingsmuligheder udover den igangværende udbygning af normalsporsstrækningen. Det lå fast, at strækningen umiddelbart skulle ende ved Eilers Eg i Højbjerg Skove. Men derudover nævntes, at der kunne fortsættes videre ad tracéen fra den Sjællandske Midtbane men dog næppe længere end til den tidligere Oldgård Station. Metersporsstrækningen tænkte man udvidet med en bro over Skjoldenæsvej og med vendesløjfer i begge ender. Der foresloges også en separat strækning til hestesporvogne fra museet til Skjoldenæsholms avlsgård. Trolleybusser kunne køre ad skovveje fra Eilers Eg til restauranten Kudskehuset eller Skeevej, fra museet til Kudskehuset eller fra Skjoldenæsvej til Jystrup. Det ville dog have givet problemer med henholdsvis dårlige skovveje og køreledninger over offentlige veje. Busser kunne køre ad de samme strækninger, til Hvalsø Station eller rundt om Valsølille Sø.
Der ønskedes også et par ekstra bygninger, da den reducerede størrelse på Sporvejsmuseets første remise som nævnt hurtigt havde ført til pladsmangel. Med den daværende vognpark var der således brug for plads til yderligere ca. 19 vogne. Det var derfor tanken at anlægge en mindre depotremise, hvor indkørslen til Remise 3 senere kom. Hvis der kom flere vogne til, skulle remisen kunne forlænges. Desuden blev det foreslået at opføre en værkstedsbygning, enten hvor Skjoldenæsholm Golfcenter senere fik sit træningscenter, eller hvor Valby Gamle Remise senere blev anlagt.
I praksis kom det til at gå lidt anderledes. Forlængelserne af strækningerne og en særlig hestesporvognsstrækning er ikke blevet til noget, mens trolleybusstrækningen siden er planlagt anlagt på selve museet. Etableringen af buskørsel og opførelsen af Valby Gamle Remise er omtalt nedenfor.

### Telefonkiosk og rejseklub
I begyndelsen af 1990'erne var sporvogne ikke længere så velkendte blandt de danske besøgende, efter at de havde været væk fra byernes gader i to årtier. Børnene kaldte således en sporvogn for både bus og tog. De voksne besøgende forvekslede til gengæld stadig Aarhus-vognene, de mødte som de første, med de københavnske sporvogne. En del undrede sig dog over tilstedeværelsen af betalingsbøsser og vekselapparat og manglen på klokkestreng til konduktøren. Men det var altså et par af forskellene mellem Aarhus og København. Men når de besøgende så senere kom ud at køre med en af de københavnske vogne, bemærkede de til gengæld: "Hør, den siger ligesom en sporvogn!"
I 1991 blev der for første gang afholdt en koncert med jazzorkestret Basie Trust Big Band under ledelse af museets medarbejder Per Vadmand. De har optrådt på museet mindst en gang hvert år siden, typisk sidste søndag i august. Der har også været andre musikalske indslag på museet i tidens løb, men Basie Trust Big Band er det med længst tradition for det. Orkestret er dannet i 1987 og har hjemsted i Ringsted men har medlemmer fra hele Sjælland.
I 1992 åbnede Skjoldenæsholm Gods golfbanen Old Course på den østlige side af Skjoldenæsvej men med klubhus og øvelsesbane vest for på Sporvejsmuseet side. Øvelsesbanen var dog blevet placeret langs med remisen, hvilket resulterede i en del huller i taget fra vildfarne golfkugler, indtil der blev sat et net op imellem dem. En mere nyttig udløber af arbejdet med etableringen af golfbanen var til gengæld, at Sporvejsmuseet fik en tiltrængt udvidelse af parkeringspladsen ved Skjoldenæsvej i 1991. Perronanlægget ved Skjoldenæsvej gennemgik en fuldstændig udskiftning i løbet af 1993-1994.
Sporvejsmuseets sporvogne fik oprindeligt strøm fra en dieselgenerator, men den kunne kun give strøm til en vogn ad gangen. Med åbningen af normalsporsstrækningen i 1985 måtte systemet ændres, så der skiftevis var strøm på de to strækninger. Noget der med forlængelserne af normalsporsstrækningen imidlertid betød mindre tid til rådighed for metersporsstrækningen. I 1992-1993 blev problemet løst, da der blev etableret en transformerstation, hvor gamle transformere fra Århus Sporveje transformerer 10 kV vekselstrøm fra det offentlige elnet om til de 600 volt jævnstrøm, museets sporvogne bruger. Siden da har der kunnet køres med så mange vogne, som der er behov for. Det var i øvrigt alle gjort klar til den under anlæggelse af museet, idet SEAS havde lavet en sløjfe til tilslutningen, da de lagde et højspændingskabel under området i 1976. Generatorhuset blev revet ned i 1994, men det viste sig, at dårlig vedligeholdelse havde medført forurening af jorden under den fra nedsivende olie. Det gav en ekstraregning på 100.000 kr. til afgravning og rensning af jorden.
18. juni 1993, hvor etapen til Broen blev indviet, blev der også genindviet en telefonkiosk fra Frederiksberg på museets forplads. Den ottekantede telefonkiosk med korinthiske søjler blev oprindeligt tegnet af Therkel Hjejle og Niels Rosenkjær og opsat på hjørnet af Frederiksberg Allé og Kingosgade af Frederiksberg Telefonkiosker A/S i 1916. Der fandtes to tilsvarende telefonkiosker, men de blev senere revet ned. Sporvejsmuseets eksemplar blev overtaget i 1972 og efterfølgende skilt ad i 1973 med henblik på genopførelse på museet. Efterfølgende henlå den dog som et større puslespil, men i 1981 gjorde en donation på 10.000 kr. fra Tuborgs Grønne Fond det muligt at gå i gang med genopførelsen. I forbindelse med genindvielsen i 1993 blev der desuden skabt en lille plads omkring den med gammelt gadeinventar fra Frederiksberg.
Telefonkiosken blev bemandet i et vist omfang som et supplement til den almindelige kiosk med salg af kaffe, brød mv., der kunne nydes ved opstillede stole og bænke. Dårligt vejr og mangel på medarbejdere betød dog, at brugen af kiosken ikke levede op til forventningerne det første år. Til gengæld begyndte man så småt at lade sporvogne på normalsporsstrækningen, der ankom fra skoven, køre frem til telefonkiosken. Det sidste blev almindeligt fra 1994. I en periode kom der også mere gang i telefonkiosken med salg af kaffe, sodavand og is på mange åbningsdage. I 1997 og 1998 betød mangel på medarbejdere imidlertid, at telefonkiosken kun kunne holdes åbent enkelte dage. Af samme årsag var den slet ikke åbent i 1999, og den blev ikke genåbnet senere.
I 1994 indgik Sporvejsmuseet en aftale med Annas Rejseklub, hvis kunder som led i en udflugt besøgte museet. Arrangementet fandt sted mandag-lørdag de syv uger i skolernes sommerferie. Fordelt på 42 dage fik museet således 6.029 ekstra gæster, primært pensionister. Museets frivillige medarbejdere måtte derfor yde en ekstra indsats, da det reelt betød at museet var åbent 51 dage i træk og ikke som ellers lukket mandag og fredag. Desuden måtte der køres så ofte som muligt på normalsporsstrækningen, så de gennemsnitligt 150 besøgende ad gangen alle kunne nå at få en tur i de par timer, de var på museet. Arrangementet blev gentaget i perioden 11. august - 4. oktober 1997, men med kun 1.460 deltagere denne gang blev det lidt af en skuffelse.
I 1998 blev det som et forsøg muligt at leje en sporvogn til et særarrangement eller andet privat formål under et besøg på museet. Ordningen blev en succes, som mange gæster sidenhen har benyttet sig af. Her har man især gjort brug af de gamle københavnske motorvogne, hvor der kan sidde 16-18 personer på langsæderne med opstillede og opdækkede borde imellem.

### Busdrift
I 1990'erne kom der gang i bevaringen af busser igen. I 1991 overtoges således KS 428, en Leyland/DAB Serie 2 fra 1969. Den var blevet udsmykket af Nina Sten-Knudsen i 1984 som en af en række kunstbusser, der blev udsmykket af forskellige kunstnere i 1980'erne. I 1993 overtog man KS 863, en Leyland Royal Tiger fra 1958, der havde stået på en ophuggerplads i over 20 år. I 1999 overtog man den tidligere KS 571, en Volvo Serie 3 fra 1972, fra Københavns Lufthavn. Den blev efterfølgende ført tilbage til sit oprindelige udseende. Desuden overtog man nogle andre busser, der efterfølgende blev ophugget med henblik på indvinding af reservedele. Nogle af de overtagne busser, både bevarede og senere ophuggede, blev udstillet på museet i perioder. I enkelte tilfælde fik de også lov til at køre med medlemmer af Sporvejshistorisk Selskab.
27. november 1993 deltog Sporvejsmuseet for første gang i det årlige juleoptog på Amagerbrogade i København med en bus og en sporvogn på blokvogn. Bussen deltog også året efter. Der skulle dog gå elleve år derefter, før museet begyndte at deltage fast hvert år fra 2005. Enkelte år har man ligesom første gang deltaget med en bus og en sporvogn på blokvogn, men typisk foregår det med to busser.
12. august 1995 kunne museet begynde at køre med passagerer med veteranbusser på en rute i lokalområdet omkring Valsølille Sø. Det havde længe været et ønske at kunne tilbyde regulær kørsel med veteranbusser, men der skulle en langvarig ansøgning- og godkendelsesproces til, før man fik lov til det af de relevante myndigheder. Ruten var og er en rundtur fra museet, hvor passagerne udover at kunne se søen med det gamle voldsted Skjoldenæs også kommer gennem Valsølille og Jystrup samt forbi flere rester af den Sjællandske Midtbane. Fra starten gjaldt imidlertid, at der ikke kørtes på alle åbningsdage. Men der blev dog lagt ud med 4.660 buspassagerer i 1995, svarene til 23,6 % af de besøgende de dage der kørtes. De kom til at begynde med til at køre med Aarhus-bussen ÅS 165 fra 1961. Den havde i forvejen været en tur i Aarhus i maj 1993 i forbindelse med en oplakering. Her var den blevet midlertidigt indregistreret, så den kunne køre nogle enkelte ture på linje 1 i byen. Andre busser kom dog også ud at køre. I 1996 indsatte man for eksempel den lånte Jensens Turisttrafik nr. 53, en Fiat 418 fra 1975, der havde kørt som bybus i Ringsted. Den blev overtaget i 1997.
3. maj 1997 begyndte museet også køre på en rute i Ringsted ved navn Valdemarsbussen, der var blevet til i samarbejde med Ringsted Kommune, Ringsted Turistforening, Ringsted Handelsstandsforening og Ringsted Erhvervsselskab. Fra maj til august kørtes der hver lørdag formiddag gratis ture rundt til byens attraktioner med udgangspunkt på torvet ved Sankt Bendts Kirke. På vej fra museet til driften betjentes desuden Skovly Camping i Ortved, der også blev betjent på en tur til og fra museet om eftermiddagen. Valdemarsbussen kørte til og med 1999 men blev derefter indstillet, da de involverede parter ikke kunne blive enige om finansieringen. Til gengæld blev det efterhånden aktuelt at benytte busser til forskellige arrangementer udenfor museet.

### Valby Gamle Remise
I 1991 blev Sporvejshistorisk Selskab gjort opmærksom på den gamle Valby Remise, en bindingsværkshal med et areal på ca. 1.500 m². Den var oprindeligt blevet opført ved Valby Langgade i København i 1901-1902 i forbindelse med indførelsen af elektriske sporvogne. I 1943 blev den afløst af en ny Valby Remise men fungerede efterfølgende som depot til begyndelsen af 1950'erne. I 1954 blev den revet ned og flyttet til Marielundvej i Herlev, hvor den først fungerede som bilhandler og senere som tømmerhandlen Bangs Tømmergaard. Nu stod tømmerhandlen imidlertid foran afvikling og bygningen for nedrivning. For Sporvejshistorisk Selskab var bygningen imidlertid interessant, dels fordi den ville løse pladsproblemet, og dels fordi den var en del af sporvejshistorien.
Sporvejshistorisk Selskab fik mulighed for at overtage bygningen. Der skulle dog skaffes en del penge til formålet, for overtagelse, flytning og genopførelse ville koste over 4 mio. kr. Ca. 1 mio. kr. blev skaffet i form af fondstilskud med Johannes Fogs Fond med 500.000 kr. og Vilhelm Bangs Fond med 216.000 kr. som de største bidragsydere. Dertil kom ca. 1 mio. kr. af egne opsparede midler. Resten blev skaffet i form af et kreditforeningslån på 2,8 mio. kr. hos Nykredit. For at opnå refusion af momsudgifterne stiftedes det helejede anpartsselskab Valby Gamle Remise ApS pr. 1. april 1995, der så formelt stod for momsbelagt udlejning af remisen til Sporvejsmuseet.
Tømmerhandlen lukkede i 1994, og pr. 1. april 1995 overtog Sporvejshistorisk Selskab formelt bygningen. I de følgende par måneder blev den så taget ned i Herlev af firmaerne Villy C. Petersen, Monberg & Thorsen og N.H. Hansen & Søn. Sideløbende blev den kommende remisegrund ryddet og planeret med hjælp fra Bent Klingenberg. Umiddelbart efter kunne Monberg & Thorsen og N.H. Hansen & Søn så gå i gang med genopførelsen, der var færdig for deres vedkommende 15. november 1995. Ved genopførelsen blev der lagt vægt på at føre bygningen tilbage til dens oprindelige udseende, idet der dog blandt andet blev tilføjet døre i siderne af hensyn til brandsikkerheden. Sporvejsmuseets egne folk stod desuden for rekonstruering af porte og kloakering. Projektet gav i øvrigt anledning til en del interesse i pressen. Museumsinspektør John Erichsen fra Nationalmuseets afdeling for nyere tid betegnede genopførelsen af en så stor bindingsværksbygning til industriformål som en engangsfænomen. Tilsvarende bygninger gik typisk til, når de ikke længere blev benyttet til deres oprindelige formål.
Foran remisen blev der anlagt en sporvifte, der var blevet erhvervet, da den nye Valby Remise blev revet ned i 1993. Til brug inde i remisen og i øvrigt blev det hentet spor flere steder i København i 1995. Fra Tietgensbroen fik man ca. 200 m enkeltspor i forbindelse med en ombygning af broen, ca. 50 m kom fra Lygten og ca. 500 m fra Jagtvej mellem Nørrebros Runddel og Tagensvej. Museets egne folk stod for optagning af ca. 250 m spor på Pumpehusvej, den nuværende Thomas Koppels Allé. Sporene der blev oprindeligt benyttet af rensevogne, der tømte deres last af gadesnavs i Sydhavnen, men da sporvejsdriften blev afviklet, blev mange sporvogne sendt samme vej til afbrænding og ophugning. De overtagne spor blev lagt i remisen i 1996. Desuden blev remisen malet udvendigt, og der blev anlagt fortov. I 1997 fortsattes med støbning af gulv, indvendig maling, etablering af elinstallationer og ophængning af køreledninger.
Genindvielsen af Valby Gamle Remise blev foretaget af Johannes Fogs Fonds bestyrelsesformand Claus Christensen på Sporvejsmuseets 20 års fødselsdag 26. maj 1998. Med den nye gamle bygning fik man en decideret udstillingsbygning, hvor der var plads til en betydelig større udstilling med plancher, modeller, uniformer og andre effekter, end det man hidtil havde haft plads til i den gamle remise, nu kaldet Remise 1. Samtidig kunne sporvogne og andre køretøjer nu komme til at indgå som en egentlig del af udstillingen. Remise 1 kom så til gengæld primært til at fungere som værksted og driftsremise, hvor det samtidig blev muligt at udvide medarbejderfaciliteterne. Der var og er dog stadig kiosk og toiletter for de besøgende i remisen tillige med en mindre udstilling. Særudstillingerne ophørte et par år, men fra 2000 begyndte man igen at markere jubilæer og aktuelle emner i forlængelse af de normale udstillinger.
Anpartsselskabet Valby Gamle Remise ApS blev opløst pr. 9. september 2009, hvorefter Sporvejshistorisk Selskab overtog aktiver og passiver. Årsagen var at den 10-årige periode med momsbelagt leje, der var krævet i lovgivningen for at få refusion af momsudgifterne i sin tid, nu var udløbet.
En anden bygning, der var under planlægning i 1997-1999, blev derimod ikke til noget. Det var Ringsted Museum, der ville opføre en bygning sammen med Sporvejshistorisk Selskab, der både kunne bruges til at udstille Ringsted Museums samling af landbrugsmaskiner og til at løse Sporvejshistorisk Selskabs pladsproblemer med. Man håbede at de fleste penge ville komme fra Vestsjællands Amt, men en betydelig del skulle dog hentes andre steder. Skov- og Naturstyrelsen gjorde imidlertid indsigelse mod en udvidelse af Sporvejsmuseet med andre institutioner.

### Eilers Eg
Arbejdet med den femte og sidste etape af normalsporsstrækningen til Eilers Eg kom til at tage noget længere tid end de foregående etaper. Dels fordi der skulle anlægges en vendesløjfe til endestationen her, og dels fordi genopførelsen af Valby Gamle Remise kom indimellem. Forarbejdet til vendesløjfen omfattede blandt andet fældning af mange træer, afgravning af 1.200 m³ jord og et omfattende dræningsarbejde i 1993. I 1995 var der fortsatte jordarbejder og kloakering af hensyn til afvanding af området. Tracéen fra Broen blev desuden planeret, og der blev opsat køreledningsmaster. I 1997-1988 anlagdes sporene til vendesløjfen og i 1998 også på strækningen fra Broen. I foråret 1999 afsluttedes arbejdet med ophængning af køreledninger, hvorefter der kunne foretages prøvekørsler. Men så kunne de 17 års anlægsarbejder, der havde fundet sted på normalsporsstrækningen siden 1982, også erklæres for afsluttet. De samlede anlægsarbejder på hele normalsporsstrækningen havde kostet 1,65 mio. kr., hvortil kom gratis eller rabatter på materialer. Der skønnedes at de frivillige medarbejdere havde brugt 75.000 arbejdstimer svarende til 40 årsværk.
Etapen til Eilers Eg og dermed den færdiggjorte normalsporsstrækning blev indviet af Ringsteds borgmester Rasmus Kristensen 8. maj 1999. Endestationen her havde indgået i planerne for museet allerede i 1972, så det var en dag, der længe var set frem til. Endestationen er opkaldt efter en amerikansk rødeg, der er opkaldt efter Vilhelm Bruun de Neergaards far Eiler Bruun de Neergaard. Egen står midt i en stensætning, hvor seks skovveje mødes, og som det er muligt at gå tur i skoven ad. I de oprindelige planer havde været det tanken at vende rundt om egen. Det måtte dog opgives, blandt andet fordi holdende sporvogne ville blokere for skovvejene. I stedet blev vendesløjfen anlagt lidt syd for egen mellem skovvejene Højbjergvej og Oddermosevej. Et stikspor i midten af vendesløjfen gav plads til parkering af udlejede sporvogne.
Ved indvielsen fik man en særlig glæde, da Odense Kommune valgte at langtidsdeponerede en ventesalsbygning, der havde stået ved Odense Sporvejs endestation i Fruens Bøge, på Sporvejsmuseet. Den sorte træbygning havde overlevet i en kolonihave, efter sporvejsdriften i Odense ophørte i 1952. Flere årtier efter blev den opdaget, købt af kommunen og sat i stand af lokale medlemmer af Sporvejshistorisk Selskab. I august 1999 blev den så flyttet til Sporvejsmuseet og placeret ved den nye endestation ved Eilers Eg. Området inde i vendesløjfen blev indrettet som en picnicplads med borde/bænkearrangementer som afløser for et par af stoppestederne undervejs. Stedet blev hurtigt populær blandt de besøgende. Området var dog ikke helt færdigt ved indvielsen, så frem til 2002 blev der arbejdet med flise- og brolægning. I et hjørne blev der desuden lavet en stensætning i 2000 med vandreblokke, der var dukket op under anlægsarbejderne.
Den færdige strækning blev på ca. 1,5 km. Der var som nævnt i forvejen en vendesløjfe på Sporvejsmuseets forplads i den anden ende af strækningen, men nu hvor der var vendesløjfer i begge ender, kunne man for alvor køre med både bivogne og ensrettede vogne og ikke som hidtil, hvor der primært var blevet kørt med toretningsvogne. Samtidig ophørte den hidtidige praksis ved vending af trolleystang på de københavnske vogne hver gang, de kom til en endestation. 14. august 1999 blev kapaciteten på strækningen yderligere udvidet, da man både kunne tage et dobbeltspor på den første etape til Tobaksmarken, et krydsningsspor på halvvejen ved Skovkanten og et automatisk signalanlæg på de enkeltsporede dele af strækningen i brug. Dobbeltsporet og krydsningsporet havde indgået i de oprindelige planer for normalsporsstrækningen sammen med et i mellemtiden opgivet krydsningsspor mellem Broen og Eilers Eg. Og der var da også sket forberedelser til dem en del år før ibrugtagningen. Men først nu kunne man erklære, at planerne for strækningen og museet som helhed var opfyldte.
Signalanlægget blev opbygget med særlige trafiksignaler, der tidligere blev brugt til at prioritere sporvogne og nu busser i vejkryds. Signalet ved Eilers Eg aktiveres, når en vognstyrer drejer på en kontakt med sin omskifternøgle til sporvognene. De øvrige signaler blev til at begynde med udløst, når en sporvogn passerede fotoceller, der var anbragt på standere ved sporet. Fotocellerne havde dog den ulempe, at de også kunne udløses af passerende dyr. For at øge driftssikkerheden blev fotocellerne erstattet af induktionsspoler mellem skinnerne i løbet af 2001-2003. Induktionsspolerne påvirkes af den store masse på en passerende sporvogn.
Ved sæsonstarten i 2000 fik normalsporsstrækningen et ekstra stoppested med tilhørende perron i indadgående retning ved picnicpladsen ved Gammel Sparegodtvej mellem Skovkanten og Broen. Picnicpladsen var godt benyttet, men der havde manglet ordentlige af- og påstigningsforhold på stedet. Perronen blev efterfølgende forsynet med læskærme og en stoppestedsstander fra NESA, der er oplyst om aftenen.
De nye forhold gjorde det muligt at køre så tit som hvert femte minut på normalsporsstrækningen, men det var normalt kun aktuelt ved julearrangementet. Til dagligt kørtes fortsat hvert tyvende minut men med ekstrakørsel, hvis der var tilstrækkeligt med medarbejdere. Samlet set blev driften dog udvidet væsentligt, og desuden kom der betydeligt flere vogne i drift. I 1998 var der for eksempel blevet kørt 4.011 km med fem motorvogne på normalsporsstrækningen, men i 2000 var man oppe på det dobbelte med 8.112 km med elleve motorvogne. Kørslen med bivogne blev mangedoblet fra 68 km med tre bivogne i 1998 til 4.505 km med seks bivogne i 2000. I praksis var der dog en del forskelle vognene imellem. For eksempel var de mest benyttede vogne i 2000 scrapvognene KS 470 og 1065, der kørte 1.673 km hver, mens Dukke Lise-vognen KS 701 lå i bund med 81 km.
På metersporsstrækningen blev der fortsat kørt hvert tiende minut. I 1998 blev der for eksempel kørt 1.876 km med to motorvogne. Det omfattede også ekstrakørsel til særtakst med Basel-vognen BVB 213, der blev gennemført i det omfang, der var medarbejdere til rådighed. I efterårsferien 1999 blev der imidlertid gennemført et forsøg med enhedstakst, der dækkede adgang til museet og al sporvognskørsel på besøgsdagen. Det blev gjort fast fra starten på sæson 2000, hvor ekstrakørslen samtidig bortfaldt, idet BVB 213 dog fortsatte med at køre som almindelig driftsvogn. Ændringen betød desuden, at de besøgende nu kunne køre på normalsporsstrækningen uden ekstra betaling, hvilket stort set alle benyttede sig af. Her fik konduktørerne så også mere tid til at tale med de besøgende, da de ikke længere behøvede at billettere de voksne. Børnene fik til gengæld udleveret kopier af rabatkort, som de kunne få klippet for hver tur. Det blev hurtigt til en konkurrence blandt børnene om, hvem der kunne få flest klip.
Udbygningen og driften af Sporvejsmuseet krævede dog en del aktive. I 1998, 20-året for museets indvielsen, blev der i løbet af ca. 250 dage præsteret ca. 2.000 arbejdsdage af de aktive, hvilket svarede til, at museet skulle have haft ca. 13 fuldtidsansatte medarbejdere. Af andre tal fra 1998 kan nævnes, at der var 22.336 besøgende fordelt på 15.823 voksne, 5.191 børn og 1.322 med fribillet. Vognparken bestod af 8 metersporede sporvogne, 37 normalsporede sporvogne, 3 trolleybusser, 13 busser og diverse arbejdskøretøjer.

### Sporvogne fra syd og nord
I årene omkring årtusindskiftet overtog Sporvejsmuseet en række udenlandske sporvogne. I 1993 forærede sporvejene i Rostock således REKO-vognen RSAG 797 til museet. Vognen er fra 1976, men på grund af den manglende udvikling i det daværende DDR er den baseret på forældede principper. Til gengæld var den Sporvejsmuseets yngste sporvogn de næste 24 år. I 1999 erhvervedes desuden en bivogn fra byen i form af Gotha-vognen RSAG 924. Vognen er bygget i 1967 men senere ombygget til partyvogn. I 2002 blev der gjort forsøg med at placere bivognen som cafévogn ved Eilers Eg, hvilket blev en succes.
I 1996 kom V6-vognen HHA 3657 til Sporvejsmuseet. Den er bygget til sporvejene i Hamburg i 1952 og var officielt byens sidste sporvogn, da sporvejsdriften blev indstillet i 1978. Den blev efterfølgende overtaget af bymuseet Museum für Hamburgische Geschichte. Remisen den blev opbevaret i brændte imidlertid i 1994. For at sikre vognen fremover ønskede de frivillige der passede den, at den kom til Sporvejsmuseet. Det resulterede efterfølgende i en lejeaftale mellem de to museer. Desuden fortsatte de frivillige deres arbejde på Sporvejsmuseet. Vognen blev overtaget af Sporvejsmuseet i 1998. I 2005 købtes yderligere V7B-bivognen HHA 4384 fra 1957 fra Hannoversches Straßenbahn-Museum. Efter en længerevarende restaurering kunne den sættes i drift bag på HHA 3657 i 2016. Den har i øvrigt også en forhistorie, idet den blev benyttet til et mislykket forsøg med ubemandede bivogne i Hamburg i 1964-1965.
I forbindelse med en kavalkade i 1999 lånte Sporvejsmuseet PCC-vognen HHA 3060 fra Verein Verkehrsamateure und Museumsbahn ved Schönberger Strand. Vognen er bygget til Hamburg i 1951 men blev prøvekørt på linje 7 i København i 1958 og tilbragte efterfølgende resten af sin driftstid i Bruxelles. Vognen blev i første omgang lånt for tre-fire år, men låneaftalen blev efterfølgende forlænget på ubestemt tid. I 2002 fik den selskab af ledvognen RBG 2412 fra Düsseldorf fra 1957, der var blevet prøvekørt på linje 2 i København i 1957-1958 umiddelbart før prøvekørslerne med HHA 3060. Prøvekørslerne med ledvognen havde dannet grundlag for anskaffelse af tilsvarende vogne til København, så blandt andet derfor havde en overtagelse af den længe været ønsket. Året efter fulgte den tilsvarende ledvogn RBG 2410. Den overtog jobbet som cafévogn i 2014, da den større vogn gav bedre arbejdsvilkår for de frivillige medarbejdere og bedre plads til de besøgende. RSAG 924 blev så til gengæld ført tilbage til sin tidligere funktion som driftsvogn.
I 2000 overtog Sporvejsmuseet motorvognen OS 203 fra Oslo. Den er bygget i 1953 og var oprindeligt af typen SM-53, også kaldet Høka-vogne efter fabrikken, Hønefoss Karosserifabrikk. I 1986 gennemgik den en omfattende ombygning og modernisering til typen SM-83 med ny front og teknologi. Den fremstod derfor stadig som en moderne vogn, hvilket var ikke en ikke helt uvæsentlig begrundelse for overtagelsen af den. I 2001 lejedes en passende bivogn, OS 589, fra den svenske forening Spårvägssällskapet Ringlinien. Den var oprindeligt blevet leveret til Göteborg i 1953 men solgt til Oslo i 1988. Bivognen blev lejet for 10 år men blev sendt retur allerede i 2006, da der skulle skaffes plads til den senere anskaffede M&MTB 965, der er omtalt længere nede.
I 2001 overtog Sporvejsmuseet rensevognen DVG 711 fra det tyske sporvejsmuseum Schwerter MuseumsStraßenbahn, der var lukket året før. Vognen blev oprindeligt bygget til sporvejene i Duisburg i 1949 og er indrettet til rensning af skinner. Den blev senere renoveret på Sporvejsmuseet, og i 2021 blev den malet i stil med de københavnske arbejdsvogne med betegnelsen R 4. I 2002 overtog Sporvejsmuseet den toakslede motorvogn HTM 824 fra Haag fra museumssporvejen Electrische Museumtramlijn Amsterdam, hvor den var blevet overkomplet. Overtagelsen af vognen fra 1929 skyldtes blandt andet det gode forhold til den nederlandske søsterforening, og at vognen ville kunne sammenlignes med de danske toakslede vogne.
På hjemmefronten blev der gjort et spektakulært fund i 2002, da et sommerhus i Hornbæk skulle rives ned. Det var bygget op omkring en vognkasse, der ved nærmere eftersyn viste sig at være den københavnske Triangel-bus KS 37 fra 1929, en type der ellers ikke var blevet bevaret. Vognkassen viste sig være i god stand, selvom førerpladsen, de fleste sæder og hjulene manglede. Til gengæld fandtes både motor, flere vinduesrammer og en dør i et skur på grunden. Sporvejsmuseet har både før og senere bevaret sporvogne, der var endt som sommerhuse og lignende, men det var første gang man oplevede, at en bus var blevet det. Den er nu udstillet i Bushallen som modstykke til flere andre busser, der er kommet stort set lige fra driften. På sigt er det dog muligt, at den kan blive restaureret og komme i drift. I 2019 erhvervede Sporvejsmuseet nemlig vraget af Triangel-bussen Odense Omnibus nr. 2 fra 1934, der havde stået i en have i Indslev på Fyn. Dens karrosseri blev ophugget på grund af dårlig stand, hvilket så til gengæld frigjorde hjul, aksler og styretøj, som KS 37 manglede. Det er tanken at skabe et køreklart chassis med delene fra de to busser.
I 2002 overtog museet også den københavnske bogiebivogn KS 1531 fra 1931 fra Sundpark Skole, hvor den havde været fungeret som legeplads siden udrangeringen i 1970. På det tidspunkt var den en af de sidste vogne, der var tilbage af dem, der var blevet opsat ved forskellige skoler og institutioner ved sporvejsdriftens ophør i København. Grundet dens tilstand kunne den dog ikke umiddelbart bruges til hverken drift eller udstilling. Skolen fik efterfølgende en legesporvogn i stil med en scrapvogn, men allerede i 2009 kom den også til Sporvejsmuseet, hvor den blev opstillet ved Eilers Eg. Her benyttede gæsterne dens siddepladser i dårligt vejr, eller når de almindelige bænkearrangementer var optagede. Den blev dog efterhånden slidt af vejr og vind, så den blev derfor taget ind til renovering i 2020. I den forbindelse blev den så også ændret til at ligne en rigtig sporvogn med skilte, lanterner og det fiktive nummer 491. Ved genopsætningen i 2022 blev den desuden forsynet med lys og varme.

### Ledvognene fra Alexandria
Da Københavns Sporveje gik over til busdrift, blev 99 af de dengang nye ledvogne eksporteret til Alexandria i Egypten over flere omgange i 1969-1972. Efter at Sporvejsmuseet åbnede, blev de flere gange efterlyst af de besøgende. I mange år måtte man dog nøjes med den reservefront, der indgik i den almindelige udstilling. En forespørgsel under en tur til Alexandria i 1977 havde nemlig givet det svar, at man forventede at bruge vognene der i op til 50 år. Det blev derfor dengang anset for urealistisk at hjembringe en ledvogn. De efterfølgende par årtier skete der heller ikke rigtig noget i sagen. Sporvejshistorisk Selskabs økonomi var anstrengt op gennem 1980'erne, og udbygningen af Sporvejsmuseet lagde beslag på mange ressourcer indtil slutningen af 1990'erne.
I 2000 lykkedes det imidlertid at få et møde i stand mellem Sporvejshistorisk Selskab og sporvejene i Alexandria, Alexandria Passengers Transport Authority (APTA). APTA var positive overfor at overdrage to ledvogne, men da der var tale om driftsvogne, skulle der betales for dem. Efterfølgende blev der holdt en række møder for at udvælge vogne og generelt holde sagen i gang. Undervejs måtte det dog også konstateres, at der var en del forskelle på dansk og egyptisk kultur og vedligeholdelsesstandard. For selvom vognene nok var køreklare, lod deres tilstand en del tilbage at ønske, både teknisk og optisk. Dertil kom så transporten til Danmark, der endte med at ske med en polsk fragtfærge.
Vognene ankom med fragtfærgen til København 26. juni 2001. Den ene af vognene, den tidligere KS 815, blev umiddelbart efter kørt til Sporvejsmuseet. Den anden vogn, den tidligere KS 890, blev opstillet på Rådhuspladsen dagen efter, før den også blev transporteret til Sporvejsmuseet. Få dage efter blev den tidligere KS 815 så sat i drift på museet. Den tidligere KS 890 var derimod i dårligere stand og blev derfor udtaget til restaurering tilbage til København-udseende. Den gennemgik efterfølgende en renovering på Vestsjællands Lokalbaners værksted i Holbæk i 2002-2004. Den tidligere KS 815 var i drift på Sporvejsmuseet i Alexandria-udseende indtil 2004, hvor den også blev taget ud til restaurering. For at skaffe de nødvendige reservedele blev der desuden blevet anskaffet flere tilsvarende ledvogne fra Norrköping, Ludwigshafen am Rhein og Düsseldorf. Nogle af dem er efterfølgende blevet hugget op helt eller delvist.
KS 815 kom senere til Gera, da Sporvejsmuseet fik et samarbejde med sporvejsværkstedet der, som beskrevet længere nede. Her gik man i gang med at renovere vognen med henblik på at give den det udseende, den havde som ny i 1961. Men da vognkassen til den bagerste del var for dårlig, blev den erstattet med en fra en anden vogn. Arbejdet i Gera gik imidlertid i stå, og det er derfor muligt, at det på sigt skal fortsætte et andet sted. I 2022 var status dog, at vognen stod i Gera i rå tilstand uden gulv, indretning, vinduer eller maling. KS 890 har til gengæld været gennem mange års restaurering på Sporvejsmuset, for at den kan få det udseende, den havde i 1972. I 2022 var status, at vognen kunne køre, ligesom der var foretaget gulvlægning, arbejde med elektriske installationer og lakering. Der mangler dog stadig at komme sæder og anden indretning.

### Flere aktiviteter
Julearrangementet fortsatte som et stort og velbesøgt arrangement. I 1998 blev den indendørs del af arrangementet flyttet til Valby Gamle Remise, hvor der blev indrettet en større julecafé i en midlertidig overdækning. Julemanden kom også ind i remisen med sin underholdning for børnene og uddeling af små gaver. Efter færdiggørelsen af normalsporsstrækningen i 1999 blev juletræssalget flyttet til den nye endestation Eilers Eg. Her fik man gavn af, den færdiggjorte strækning muliggjorde væsentligt hyppigere drift end før. Samme år kunne de besøgende desuden for første gang køre med den særlige julesporvognslinje Nullerten på museet. Den havde kørt en decemberdag i København i hver af årene 1953-1956 som en levendegørelse af en avisstribe af samme navn af Helge Hall, og et par af museets bogievogne har faktisk kørt på linjen dengang.
Til dagligt gjorde færdiggørelsen af normalsporsstrækningen med det tilhørende signalanlæg det også muligt at køre væsentligt oftere end med den normale 20 minutters drift. Desuden var antallet af driftsvogne steget betydeligt, ligesom det kom stadig flere aktive medlemmer på museet. Det blev udnyttet, da der i 2001 for første gang blev afholdt to trafikweekender, hvor der kørtes hvert femte minut på normalsporsstrækningen med et stort udvalg af vogne. Trafikweekenderne blev en tradition, der er fortsat hvert år siden hen. Fra 2007 nøjedes man dog med en årlig trafikweekend sidste lørdag i juli. Trafikweekenderne har blandt andet givet mulighed for at vise forskellige temaer og usædvanlige indslag.
I efterårsferien 2002 tilbød museet som et forsøg, at de besøgende mod betaling selv kunne køre en sporvogn under vejledning og med efterfølgende udstedelse af et diplom. Til at begynde med blev det dog ikke nogen succes, men året efter kom der mere system i tingene, og interessen for det blev væsentlig større. Flere medier fik desuden fine reportager ud af det. Konceptet tilbydes fortsat til glæde for børn og voksne i alle aldre. I 2021 benyttede 183 besøgende sig for eksempel af det.
I august 2002 blev det muligt at kombinere kørsel med veterantog, -bus og sporvogn. Dansk Jernbane-Klubs D-maskine gruppen (nu Vestsjællands Veterantog) kørte fra Roskilde Station til Hvalsø Station, hvor der var tilslutning med Sporvejsmuseets busser til museet. Arrangementerne var velbesøgte, hvilket dog også betød, at det kneb med pladsen i busserne. Konceptet blev gentaget i august 2003. Fra 2004 skete kørslen i samarbejde med DSB Museumstog, senere Danmarks Jernbanemuseum, der kørte fra Københavns Hovedbanegård til Hvalsø. Indtil 2011 kørtes på flere sommersøndage og fra 2004 til 2013 desuden ved julearrangementerne. Ved julearrangementerne blev Sporvejsmuseets busser endvidere suppleret af lånte ældre reservevogne fra City-Trafik fra 2004 til 2010. I 2014 måtte Jernbanemuseet imidlertid indstille deres del af kørslen, og i stedet kørte veteranbusserne så i tilslutning til almindelige regionaltog ved julearrangementerne i 2014 og 2015.
I 2003 indledtes en fast tradition med kørsel ved den årlige kulturnatten i København, hvor der køres på en ensrettet ringlinje i Indre By. Første gang, 10. oktober 2003, var der udgangspunkt ved Dansk Jernbane-Klubs daværende klubhus på Kalvebod Brygge. Derudover stoppedes der ved alle stoppesteder undervejs med fyldte busser til følge. Året efter, 8. oktober 2004, blev udgangspunktet flyttet til Vester Voldgade ved Rådhuspladsen. Der blev kørt ca. 25 omgange med fem busser, og det blev anslået, at op mod 5.000 passagerer havde været med. Kørslen er fortsat næsten hvert år siden, idet den konkrete linjeføring dog er ændret nogle gange, blandt andet som følge af vejarbejde og metrobyggeri. Betjening af Slotsholmen, Kongens Nytorv og Nørreport Station hører dog til de faste indslag.

## 2003-2014: Flere sporvogne og busser

### Fremtidsplaner i 2003
I forbindelse med et møde for nordiske sporvejsforeninger i 2000 blev der udarbejdet en Vision 2010, hvor planer og målsætninger for Sporvejshistorisk Selskab og Sporvejsmuseet blev ridset op. Planerne for Sporvejsmuseet blev yderligere konkretiseret i en fremtidsvision, der blev fremlagt ved museets 25 års jubilæum i 2003. På det tidspunkt var flere gamle mål og ønsker opfyldt. Begge strækninger var fuldt udbyggede, med Valby Gamle Remise havde man fået en udstillingsbygning, og man havde fået to ledvogne hjem fra Alexandria. Men der var stadig andre og nye ønsker.
Blandt de grundlæggende ønsker var flere nye bygninger. Ibrugtagningen af Valby Gamle Remise i 1998 havde godt nok givet ekstra plads, men allerede nu var begge remiser blevet fyldt godt op. Desuden måtte mange urestaurerede busser og reservedele fortsat opbevares i eksterne lejemål. Der ønskedes derfor en Remise 3 opført som depot, så man kunne få plads til hele den daværende vognpark og de planlagte anskaffelser. Desuden ønskedes en busudstillingshal, så busserne kunne præsenteres bedre. Til praktisk brug ønskedes en lagerplads, et depot til arbejdskøretøjer og en udvidelse af Remise 1 med et opvarmeligt værksted. Til publikum skulle der opføres en ankomstbygning med større kiosk og flere toiletter end de eksisterende i Remise 1. Metersporsstrækningen ønskedes fortsat udbygget med en bro og vendesløjfer. Desuden ønskedes en trolleybusstrækning på museets område, hvor kørsel med hestesporvogn også forelå som en mulighed.
For sporvognenes vedkommende ønskedes blandt andet vogne med ældre udseende end den eksisterende vognpark. Umiddelbart var det planen, at den københavnske slibevogn KS S2 skulle genskabes i sit tidligere udseende som toetages motorvogn, at bogievognen NESA 929 skulle føres tilbage til 1930'er-udseende, og at ledvognen KS 890 skulle restaureres til København-udseende. En toetages Frederiksberg-motorvogn, et københavnsk vogntog fra begyndelsen af 1900-tallet og anskaffelse af en ledvogn i Alexandria-udseende stod også på ønskelisten. For busserne ønskede man en repræsentant fra hvert årti, umiddelbart i form af en fra 1980'erne.

### Overtagelsen af HT-museet
Som tidligere nævnt havde Københavns Sporveje selv bevaret en del sporvogne og busser. De første vogne i form af en hestesporvogn og en hesteomnibus blev udtaget til bevaring i 1921, og i de følgende årtier voksede samlingen i takt med, at ældre materiel blev udrangeret. Samlingen fulgte med, da Københavns Sporveje indgik i Hovedstadsområdets Trafikselskab (HT) i 1974, og voksede efterfølgende yderligere i deres tid. Ved HT's 10 års jubilæum blev en del af samlingen offentligt tilgængeligt, da HT Museum, i daglig tale HT-museet, blev indviet som et statisk museum i Rødovre i København 29. september 1984. Forud for åbningen blev Sporvejshistorisk Selskab spurgt af pressen, om man opfattede det nye museum som en konkurrent. Man fandt imidlertid, at de to museer var forskellige og supplerede hinanden fint. De to museer samarbejdede da også, blandt andet så nogle af HT Museums sporvogne og busser kom på besøg på Sporvejsmuseet ved forskellige lejligheder.
I 2000 fulgte HT Museum med HT ind i det nydannede Hovedstadens Udviklingsråd (HUR). Kort efter Sporvejsmuseets 25 års jubilæum i 2003 besluttede HUR imidlertid at spare HT Museum væk, da det gav et forholdsvis stort underskud. I den forbindelse blev der taget kontakt med Sporvejsmuseet om en overdragelse af samlingen. Ved de efterfølgende forhandlinger blev der opnået enighed om, at Sporvejsmuseet skulle overtage hele samlingen mod et årligt indeksreguleret tilskud på 400.000 kr. i mindst 15 år. På det tidspunkt omfattede samlingen 35 sporvogne og busser, hvortil kom reservedele, udstillingsgenstande, arkivalier osv. For Sporvejsmuseet var det lidt af en mundfuld, da det reelt øgede dets daværende vognpark med ca. 50 %. Begge parter lagde imidlertid vægt på, at HT Museums samling blev bevaret intakt og i gode hænder. Overdragelsen fandt officielt sted pr. 1. januar 2004, men fraflytningen af HT Museums eksterne depoter begyndte allerede i september 2003. De udstillede vogne på selve HT Museum blev flyttet efter dets sidste åbningsdag 16. november 2003.
For Sporvejsmuseet betød overtagelsen, at dets samling blev suppleret med en række vogne fra især første halvdel af 1900-tallet, som man ikke havde tilsvarende selv. Her kan blandt andet KSS 51 fremhæves. Den er oprindeligt bygget som hesteomnibus til Kjøbenhavns Sporvei-Selskab i 1876 men ombygget til hestesporvogn omkring 1882. Den var en af de sidste hestesporvogne, der blev udrangeret i 1915. Den kaldes populært for Hønen. DKS 17 er bygget som akkumulatorvogn i 1897 men ombygget til drift med køreledninger i 1902. Efter yderligere ombygninger og en tid som arbejdsvogn blev den museumsvogn i 1936. Ved restaureringen her fik den åbne endeperroner men runde i stedet for de firkantede, den faktisk havde haft. DKS 283 er bygget som toetages hestesporvogn omkring 1870 men ombygget til enetages bivogn i forbindelse med elektrificeringen i 1902. KS 389 er en åben bivogn fra 1909 med bænke på tværs og adgang direkte fra gaden. Typen blev især brugt til kørsel om sommeren men har dog også kørt om vinteren under 1. verdenskrig. Den blev renoveret til sit udseende fra 1920'erne som KS 1172 i 2021, da det passede bedre til nogle af Sporvejsmuseets andre vogne.
En markant vogn er den toetages motorvogn FS 50 fra 1915, der var ført tilbage til sit oprindelige udseende med rød og creme bemaling hos Frederiksberg Sporveje. Den tilhørende enetages bivogn FS 78 fra 1913 havde også fået sin tilsvarende bemaling tilbage. Den københavnske motorvogn KS 100 fra 1901 var også oprindeligt toetages men blev ombygget til enetages i 1924. Som passende bivogn fulgte KS 1253 fra 1909 med langsæder. De to vogne er restaureret i det udseende, de havde i begyndelsen af 1930'erne med stafferinger og brune endeperroner. KS 305 er fra en serie på ti motorvogne fra 1911, der blev tegnet af arkitekten Knud V. Engelhardt.
Andre sporvogne svarede mere til dem, man havde i forvejen, men ved senere restaureringer ville det blive muligt at vise dem i forskellige stadier. Det gjaldt for eksempel den gamle motorvogn KS 190 fra 1902, den gamle bivogn KS 1310 fra 1912 og den tværsædede motorvogn KS 430 fra 1918. De nyere vogne var repræsenteret af bogiemotorvognen KS 575 fra 1938, bogiebivognen KS 1578 fra 1941, scrapvognen KS 472 fra 1947 og den tilhørende bivogn KS 1054 fra 1947.
Blandt busserne kan fremhæves hesteomnibussen KO 17 fra 1897, der er restaureret tilbage til sit oprindelige udseende hos Kjøbenhavns Omnibuskompagni. En anden hesteomnibus, FS 6, er oprindeligt bygget som sporomnibus til Frederiksberg Sporvejsselskab en gang mellem 1872 og 1884. Den havde styrehjul, der gjorde at den kunne køre på skinner, men de blev fjernet i 1899. FS 1 er en De Dion Bouton-bus som Frederiksberg Sporveje anskaffede i 1913, da de erstattede hesteomnibusserne på Strøget med motorbusser. Den har en åben bagperron med ind- og udstigning bagfra. Næste generation er repræsenteret af Triangel-bussen KS 41 fra 1933 med halfcab-front, og af den mindre Reo-bus KS 314 fra 1934. Trolleybussen KS 101 blev anskaffet i 1938, da Københavns Sporveje og NESA indledte fælles kørsel ad Lyngbyvej.
Efterkrigstiden er repræsenteret af KS 329 fra 1949, der kaldes for Comet-bus efter navnet på chassiset. Den har snude og farvede linjelanterner, som Københavns Sporveje endnu brugte til sine buslinjer dengang. KS 772 er en Leyland/DAB fra 1963. Den er indrettet med en fast konduktørplads men kunne også køre enmandsbetjent. AB 1870 fra 1958 er en enmandsbetjent udgave af samme type. Den har kørt for Amagerbanen. Leyland/DAB leverede også en stor del af sporvognenes afløsere, der er repræsenteret af Serie 1-bussen KS 995 fra 1964 og Serie 2-bussen KS 322 fra 1968. HR 68, der blev anskaffet af Herlev Ruterne i 1973, er også en Serie 2 men med anden indretning og dørplaceringer. Den fremstår i sine oprindelige rød/sorte farver. Den kørte dog kun kort for Herlev Ruterne, idet selskabet sammen med blandt andre Københavns Sporveje og Amagerbanen indgik i det nydannede HT i 1974. HT's egne anskaffelser blev repræsenteret af ledbussen HT 801 fra 1977 og Scania-bussen HT 1388 fra 1982.
Der var ikke plads til, at alle 35 vogne kunne flyttes til Sporvejsmuseet. I stedet valgte man, at det primært blev de vogne, der havde været udstillet på HT Museum, der blev flyttet til Sporvejsmuseet. Mange af dem var desuden køreklare og kunne derfor sættes i drift på Sporvejsmuseet efter en oparbejdning. Resten blev flyttet til et eksternt depot, hvor nogle af Sporvejsmuseet egne vogne også blev flyttet til for at give plads. Integrationen af de to samlinger blev markeret ved en ceremoni på Sporvejsmuseet 15. maj 2004 med deltagelse af HUR's bestyrelsesformand Mads Lebech og administrerende direktør Claes Nilas. Efterfølgende kom de overtagne vogne så ud at køre i stort omfang.
Overtagelsen betød at forudsætningerne for Sporvejsmuseet fremtidsplaner blev væsentligt ændrede. Men som beskrevet længere nede kom det til at vare et årti, før man kunne komme i gang med de udbygninger, der nu var endnu mere påkrævede end før.

### En kongelig sporvogn
I 2006 modtog Sporvejsmuseet en sporvogn fra Melbourne i Australien, der blev givet som gave til Kronprins Frederik og Kronprinsesse Mary og deponeret på museet. Ideen til den utraditionelle gave var opstået under en korrespondance mellem Sporvejsmuseet og Sydney Tram Museum i 2004. Nærmere betegnet tænktes der på en sporvogn af typen W, der havde været en kendetegn for Melbourne gennem flere årtier. Der blev efterfølgende forhandlet med det danske hof, myndighederne i Melbourne og delstatsregeringen i Victoria, der alle var positive. Victoria stod som den officielle giver af gaven, der blev annonceret 15. oktober 2005 ved Prins Christians fødsel. Transporten af den udvalgte sporvogn, en SW6-vogn fra 1950 med betegnelsen M&MTB 965, skete med et par containerskibe fra A.P. Møller - Mærsk, der også betalte for transporten. Sporvognen ankom til Aarhus 18. februar 2006 efter ca. 32.000 km's sejlads. Senere samme dag blev den så kortvarigt præsenteret på Banegårdspladsen i byen før den videre transport til Sporvejsmuseet.
Den officielle præsentation og ibrugtagning af sporvognen fandt sted, da kronprinsparret besøgte Sporvejsmuseet 23. maj 2006. Her blev de modtaget af ca. 600 besøgende og officielle gæster, mens museumsleder Mikael Lund holdt tale. Bagefter kørte kronprinsessen og kronprinsen på skift sporvognen ud til Eilers Eg, mens et større opbud af pressefotografer kørte foran i Frederiksberg-vogntoget. Tilbageturen gik med KS 100, en af sporvognene fra HT Museum, og igen med pressefotograferne i Frederiksberg-vogntoget foran. M&MTB 965 fulgte bagefter kørt af direktør Lars-Erik Brenøe fra A.P. Møller - Mærsk. Tilbage ved Valby Gamle Remise var der rundvisning og buffet. Sporvognen blev efterfølgende sat i almindelig trafik til stor interesse for de besøgende på museet.

### Omfattende restaureringer
Op gennem 1990'erne og 2000'erne steg antallet af medarbejdere på Sporvejsmuseet mærkbart, hvilket muliggjorde en væsentlig udvidelse af aktiviteterne. Fra omkring 2007 blev det for eksempel almindeligt med timinuttersdrift på begge sporvognsstrækninger. Men det blev også muligt at gennemføre en række restaureringsprojekter som følge af de flere medarbejdere.
I 2007 afsluttedes en næsten 20-årig restaurering af den toetages sporvogn KS 22. Sporvognen er bygget som akkumulatorvogn i 1900 men blev ombygget til kørsel med køreledninger i 1902. Den blev efterfølgende ombygget til enetages i 1924 og til slibevognen KS S2 i 1952. Som sådan blev den overtaget af Sporvejshistorisk Selskab i 1972. På Sporvejsmuseet blev den genskabt som toetages i den udformning, den havde haft i 1915-1924. Førstesalen blev dog lavet på Bornholm, da et aktivt medlem boede der. Efterfølgende blev den så skilt ad for transport og samlet igen på Sporvejsmuseet. Sporvejsmuseet har i øvrigt også en søstervogn, KS S1, den tidligere KS 23, men den er bevaret i udgaven som slibevogn til udstillingsbrug.
I 2009 blev et andet langvarigt restaureringsprojekt afsluttet, da bogievognen NESA 929 blev sat i drift. Sporvognen blev leveret til NESA i 1934 men blev overtaget af Københavns Sporveje som KS 617 i 1952. De ombyggede den med midterdør og en fast plads til konduktøren men benyttede den desuden til forsøg med enmandsbetjening indtil 1956. I 1972 blev den blev overtaget af Sporvejshistorisk Selskab sammen med de førnævnte slibevogne. I 1981 påbegyndtes en restaurering af den tilbage til det oprindelige udseende, men projektet gik i stå omkring 1983. Det blev først genoptaget for alvor i 2001, men i de følgende år opstod der så også en decideret gruppe, der tog sig af det omfattende arbejde. Idriftsætningen skete 9. juli 2009, hvilket var 75 års dagen for den første idriftsætning af vognen.
I 2011 overtog museet fire københavnske sporvogne fra Omstigningsklubben. Omstigningsklubben er en forening, der blev stiftet i 1973 med henblik på at bevare en københavnsk bogievogn. De fik hjemsted i Skælskør Stations remise og begyndte at køre på stationsområdet i 1975. Siden 1980 kørtes mellem remisen og havnen. Fra 1982 rådede klubben over tre bogievogne og en gammel motorvogn, men der var normalt kun en enkelt bogievogn i drift. I 2010 blev klubben sagt op til udgangen af året efter, da stationsområdet var blevet solgt, og sporene skulle fjernes. Da det ikke var muligt at finde en løsning, besluttede klubben at overdrage sine sporvogne og diverse udstyr til Sporvejsmuset, hvilket skete efter sæsonafslutningen i Skælskør i 2011. De tre bogievogne, KS 564, 598 og 608, blev efterfølgende opmagasineret, mens den gamle motorvogn KS 267 blev udtaget til restaurering. Omstigningsklubben eksisterer stadig men nu som en selskabelig forening for sporvognsinteresserede.
I 2011 etablerede Sporvejsmuseet et egentligt filialværksted i Østermarie på Bornholm, hvor lokale medlemmer restaurerer sporvogne i samarbejde med lokale virksomheder. Her har man blandt andet arbejdet på den gamle motorvogn fra Omstigningsklubben, der i løbet af 2012-2017 blev restaureret tilbage til det udseende, den havde haft som KS 567 i 1911. Den fremstår derved som en såkaldt skærmvogn, fra da vognens oprindeligt åbne endeperroner blev afskærmede. Flere andre af museets gamle motorvogne så som KS 275 har også været skærmvogne, men de fremstår nu med de mere lukkede endeperroner, de fik i 1920'erne.
Samtidig med arbejdet på KS 567 samlede og restaurerede man også bivognen KS 226 fra 1897 på Bornholm. I begyndelsen af 1980'erne var der påbegyndt en restaurering af den til dens oprindelige udseende som hestesporvogn, hvilket blandt andet skete i et lejet lokale i Kødbyen i København i 1981-1982. Opgaven viste sig imidlertid at være større end ventet, og der var ikke tilstrækkeligt med aktive. Den i mellemtiden totalt adskilte vogn blev derfor flyttet til Sporvejsmuseet, hvor arbejdet med den dog efterfølgende gik i stå. Da restaureringen blev genoptaget på Bornholm, blev den restaureret som bivogn, som den så ud i 1911, passende til KS 567. Restaureringsarbejdet på Bornholm havde dog den ulempe, at det ikke var muligt at prøvekøre vognene der. Det afsluttende arbejde på dem måtte derfor foretages på selve Sporvejsmuseet. Her viste der sig imidlertid at være problemer med motorerne på KS 567, så det endte med, at de to vogne først kom i drift i 2021.
Fra 2010 til 2014 fik Sporvejsmuseet desuden restaureret vogne hos Geraer Verkehrsbetrieb i Gera i Tyskland. De havde opbygget en sideforretning med at restaurere sporvogne for fremmede kunder, når der var ledig kapacitet på værkstedet. Blandt andet tog de sig af Sporvejsmuseets vogn fra Flensborg, SFV 36. Den havde fungeret som supplement i museets første sæson i 1978 men var efterfølgende blevet henstillet, da den var i dårlig stand. Efter flere årtiers henstand blev den imidlertid restaureret tilbage til fordums glans på værkstedet i Gera i 2010-2012. På tilbagevejen blev den fremvist i Flensborg i forbindelse med et åbent hus-arrangement hos byens trafikselskab 2. juni 2012.
Den københavnske motorvogn KS 327 var også i Gera i 2010-2012, da den efter mange år i drift på Sporvejsmuseet trængte til en omfattende renovering. Renoveringen af den blev finansieret af en donation på 1.270.000 kr. fra A.P. Møller og Hustru Chastine Mc-Kinney Møllers Fond til almene Formaal. Andre vogne kom også til Gera, men det stoppede, da Geraer Verkehrsbetrieb og dets moderselskab måtte melde insolvens i 2014. Trafikselskabet kunne fortsætte driften, men de måtte koncentrere sig om deres kerneopgaver og derfor indstille arbejdet med restaurering for fremmede kunder.
I 2013 overtog Sporvejsmuseet motorvognen SEG 13 fra Strausberger Eisenbahn ved Berlin. Den er oprindeligt bygget til brug i Berlin i 1913, rekonstrueret i 1968 og ombygget til arbejdsvogn i 1980. Strausberger Eisenbahn overtog den i 1993 men uden at male vognen om, der også stadig fremstod med Berlin-nummeret 727 040. Ved overtagelsen var det meningen, at den skulle bruges til reservedele for RSAG 797. Desuden gjorde afvigende hjulprofil fra Strausberger Eisenbahn, at den ikke umiddelbart kunne køre på museet. I 2021 blev der imidlertid foretaget en hjemmelavet hjulafdrejning, så vognen alligevel blev køreklar.

### Flere busser
Overtagelsen af HT Museums samling medførte, at antallet af busser i drift på Sporvejsmuseet blev fordoblet fra fire i 2002 til otte i 2004. Desuden blev busserne nu også benyttet til bestillingskørsler i meget større omfang end før. Det kunne være kørsler til særarrangementer på museet, transport fra et sted til et andet eller deltagelse i kulturelle arrangementer med tilhørende rundture i et givent lokalområde. Medarbejdere hos HUR, fra 2007 Movia, kunne også få deres jubilæer markeret med kørsel fra bopælen til hovedkontoret på Toftegårds Plads.
Antallet af busser fortsatte imidlertid med at vokse. I 2005 overtog man således den tidligere HT 1856, en Volvo B10M fra 1988 fra København, og ÅS 272, en DAB Serie 12 fra 1990 fra Aarhus. Blandt de efterfølgende anskaffelser kan nævnes lavgulvsbussen FB 7433, en DAB/Silkeborg fra 1993, der blev overtaget fra Fjord-bus i 2006 som et eksempel på busser fra 1990'erne. I 2008 købtes OB 30 fra 1952, der svarer til OB 10. Den var egentligt blevet bevaret af Odense Bytrafik, men da de ophørte i forbindelse med en udlicitering af byens busdrift, og der ikke var interesse for at bevare bussen lokalt, blev den sat til salg. Senere samme år erhvervedes den tidligere HT 1596, en Volvo B10M fra 1983, der siden 1995 havde været skolevogn hos Uddannelsescentret for Kollektiv Trafik. Den blev efterfølgende restaureret tilbage til sit oprindelige udseende.
I 2008 blev der desuden overtaget et par Mercedes-Benz-busser fra De Blaa Omnibusser i Holte. Den ene er en bus med snude til motoren fra 1956, der har kørt for selskabet. Den anden er en turistbus med karosseri fra Ringsted Karosserifabrik fra 1963, der har kørt for Asger Jensen fra Tybjerglille. Den er senere blevet udstillet som eksempel på den lokale busproduktion. I 2010 erhvervedes lavgulvsbussen PB 8431 fra 1994 fra Netbus, tidligere Partner Bus. Bussens karosseri er af den sidste model, der blev udviklet af Aabenraa Karrosseri, inden de blev overtaget af Volvo. Derudover blev der flere gange erhvervet busser med henblik på indvinding af reservedele.
I 2007 bestilte Ringsted Kommune Sporvejsmuseet til at køre med et par busser på nogle lørdage i juli og august mellem Ringsted Torv og det nye indkøbscenter Ringstedet. Kørslen var gratis for passagererne. I juni-august 2008 kørtes hver lørdag i forbindelse med arrangementet "Sommer i Ringsted". Her blev der kørt 24 gange med 3.448 passagerer. Kørslen blev også denne gang støttet økonomisk af Ringsted Kommune, men da de ikke ville betale i 2009, blev kørslen ikke gentaget.
Fælles for de busser der bruges i driften på museets busruter og til bestillingskørsler var og er, at de er underkastede obligatoriske syn. I 2008 var det for eksempel 11 ud 13 busser, der skulle til årligt syn. For at undgå udgifter til omsyn på grund af defekte bremser anlagdes en bremseprøvestand på museets forplads i 2009-2010. Herefter har det været muligt at afprøve busser og lastbilers bremseevner inden synene og derved undgå en del forgæves kørsel til synshallen.
I 2011 overtog Sporvejsmuseet otte busser fra Busbevarelsesgruppen Danmark. Busbevarelsesgruppen var blevet dannet i 2004 for at bevare nogle typer og årgange af busser, der ellers ikke stod til at blive bevaret. Imidlertid valgte de at ændre fokus og koncentrere sig om nyere rutebiler og bybusser fra provinsen. De otte busser, der stammede fra Hovedstadsområdet, Aarhus og Odense overgik derfor til Sporvejsmuseet, hvis bussamling i forvejen var koncentreret om netop de steder. Samtidig fik Sporvejsmuseet så mulighed for at vise nogle nye sider af bushistorien.
Den ældste af de overtagne busser var KS 531, der blev leveret som en prototype på Københavns Sporvejes serie 3 i 1970, og som desuden var Volvos første bus med hækmotor. HT 1441 er en Volvo B10M-60/Aabenraa fra 1982. Den blev renoveret som en del af ReBUS-projeket i 1994 og repræsenterer dette. OB 130 fra 1982 og OB 140 fra 1987 er typiske eksempler på busser, der har kørt for Odense Bytrafik, og er begge Volvo B10M-60/Aabenraa. Blot har OB 130 den traditionelle brune indretning som de 30 år ældre OB 10 og 30, mens OB 140 har en tidssvarende indretning. ÅS 287 fra Aarhus er en DAB Serie 12 fra 1991 magen til ÅS 272 og som sådan en typisk bus fra byen. Bus Danmark 1950 fra 1995 er en typisk lavgulvsbus fra Hovedstadsområdet af typen DAB Silkeborg serie 15-1200 mark III. Den fremstår med de blå/hvide striber i tagkanten, S-busserne brugte i 1990'erne. Combus 5202 er en gasbus leveret af samme fabrik i 1998. Den er karakteristisk ved afskærmningen på taget, der skjuler gastankene. TAK 1167 er den tidligere HT 1585 fra 1984, der blev eksporteret til Tallinn i 1996. Den fremstår i det estiske design som et eksempel på 1990'ernes eksport af brugte danske busser.
Busbevarelsesgruppen fortsatte deres aktiviteter indtil 2017, hvor de overdrog det meste af resten af deres samling til Danmarks Busmuseum i Skælskør. Derefter opløste de sig selv, hvorefter Sporvejsmuseet i 2018 overtog de resterende aktiver. Desuden overtog man AOS 245 fra Aalborg, en Volvo B10R/Aabenraa fra 1983, der i første omgang var blevet gemt privat.
Lidt senere i 2011 oprettede Sporvejsmuseet en busrute mellem Sporvejsmuseet og Borup Station til erstatning for den almindelige buslinje 249, der blev nedlagt i 2009. Sporvejsmuseet havde oprindeligt fået busbetjening 2. august 1980, efter at linje 247 mellem Hvalsø Station og Borup Station var blevet oprettet i forbindelse med etableringen af Vestsjællands Trafikselskab dagen før. Ved en ændring af linjenettet 28. maj 1989 blev betjeningen af Sporvejsmuseet overtaget af linje 248, der blev forlænget dertil fra Borup Station i weekender, sommer- og efterårsferierne. 23. maj 1993 blev kørslen mellem Sporvejsmuseet og Borup Station udskilt som linje 249. Den fortsatte så, indtil den blev nedlagt 13. december 2009, da den var stærkt underskudsgivende. Efter en sæson uden direkte busforbindelse begyndte Sporvejsmuseet så selv at køre til Borup Station i tilslutning til regionaltog på udvalgte dage fra 28. maj 2011. På den nye rute blev der desuden blevet kørt ekstra i forbindelse med Østsjællandske Jernbaneklubs veterantog ved forskellige lejligheder fra 2013, herunder ved julearrangementerne i 2016 og 2017.
Busparken fortsatte med at vokse. I 2012 overtog man for eksempel ÅS 452 fra 2000, der var den sidste højgulvsledbus i Aarhus. Desuden overtog man den tidligere BBC 43, der oprindeligt var blevet leveret til Birkerød Bus Compagni i 1984. Den var blevet ændret en del som først HT-bus og senere skolebus, men i løbet af 2012-2013 blev den restaureret tilbage til sit oprindelige udseende. 2000'erne blev repræsenteret i 2013, da man overtog 13,7 m-bussen Arriva 1425 fra 2001. Den blev efterfølgende restaureret til det udseende, den havde på linje 5A i København, hvor den kørte det meste af sin aktive tid. I 2015 overtog man OB 38 fra 2002, der var en af de sidste busser i det tidligere Odense Bytrafiks mørkerøde og lysegrå farver.
I 2016 erhvervedes batteribussen Arriva 1947 "Nathalie Zahle" fra 2009. Den var en af 11 små batteribusser, der var blevet indsat på CityCirkel, fra 2010 linje 11A, i København. Driften med dem ophørte imidlertid med udgangen af 2014. Senere samme år fulgte en helt speciel bus i form af den såkaldte Travolator. Den var blevet leveret af Leyland-DAB til Århus Sporveje i 1987 som et forsøg med lavt gulv, motor i bagenden, drejelige hjul og anden ny teknik. Meget af det blev senere brugt i andre busser, men Travolatoren selv måtte udrangeres i 1993 efter mange børnesygdomme. Af forskellige årsager egnede hverken Travolatoren, batteribussen eller gasbussen sig til drift på museet, men da den nedenfor omtalte Bushallen åbnede i 2017, kunne de til gengæld indgå i udstillingen der.

### Biler og heste
I 2005-2006 skiftede Sporvejsmuseets omgivelser karakter, da Skjoldenæsholm Golfcenter erstattede de hidtidige marker med en ekstra golfbane. Den nye golfbane, Robert Trent Jones Jr. Course, kom til at ligge på begge sider af den første del af den normalsporede strækning. Driving range og hul 5-18 kom til at ligge øst for strækningen og hul 1-4 vest for. Det betød at golfspillerne kom til at krydse sporene på Sporvejsmuseets forplads og ved Tobaksmarken. I den forbindelse blev der anlagt et fortov tværs over forpladsen til dem. Desuden blev der opsat advarselsskilte begge steder, da det jo ikke er normalt med sporvogne på golfbaner.
Fra 2010 rykkedes åbningen af sæsonen fra først i maj til sidst i april, ligesom hverdagsåben i sommerferien blev udvidet til at gælde tirsdag-fredag. En nok så væsentlig ændring var dog, at åbningstiden lørdag, der siden indvielsen havde været kl. 13-17, blev udvidet til kl. 10-17 som på de øvrige normale åbningsdage. Lørdag formiddag var ellers normalt blevet benyttet til rengøring og vedligeholdelse, men der kom stadig flere besøgende her. Så da åbningstiden officielt blev udvidet, blev det hurtigt en succes, idet over halvdelen af de besøgende nu kom før kl. 13.
I årenes løb har der været en del træf af veteranbiler med bestemte temaer på Sporvejsmuseet men kun lejlighedsvis og ikke nødvendigvis med nogen særlig anledning. I 2010 påbegyndtes imidlertid det, der skulle blive til en tradition med årlige træf for veteranbiler. 19. juni og 31. juli 2010 havde man således inviteret ejere af biler, motorcykler og scootere fra 1960 eller før i anledning af særudstillingen "Næste stoppested 1960" om netop det år. Der blev givet præmier til de mest charmerende køretøjer og til de damer og herrer, der havde gjort mest ud af den passende påklædning. Træffene blev gentaget i 2011 men nu med temaet "Biler der fulgtes med sporvognene". Samtidig blev aldersgrænsen rykket frem til april 1972, hvor sporvognene forsvandt fra de københavnske gader. Desuden indledtes med et optog fra Søholmskolen i Jystrup til museet. Træffene er fortsat med samme tema og opbygning en eller to gange hvert år siden, blandt andet i forbindelse med trafikweekenderne. Andre veteranbiltræf med eller uden tema forekommer dog også stadig.
I mange år havde Sporvejsmuseet havde haft en ønske om at kunne tilbyde de besøgende en tur med hestesporvogn eller hesteomnibus. I efterårsferien 2012 lejedes så to heste, der på skift trak hestesporvognen KSS 51 en tur frem og tilbage i vendesløjfen på museets forplads. De besøgende tog godt imod det, så det blev et fast tilbud fra 2012. Dog kun på udvalgte dage, da der trods særtakst var og er tale om en underskudsforretning. I 2012 begyndte man desuden at køre med hesteomnibussen KO 17 på udvalgte dage på en rute fra museet til Skjoldenæsholms hovedbygning. I begge tilfælde var der tale om de vogne, man havde overtaget fra HT Museum i 2003. Kørsel med trolleybusser kunne man derimod endnu ikke byde på, men KS 101 som man også overtog fra HT Museum var til gengæld ude at køre i Landskrona i 2003, 2011 og 2013.
Fra 2015 til 2019 fik Sporvejsmuseet besøg af Ruds-Vedby Garden en række gange. Første gang var i forbindelse med en kavalkade 20. juni 2015 i anledning af Sporvejshistorisk Selskabs 50 års jubilæum tidligere på året. I de efterfølgende sæsoner optrådte de så flere gange hver med piber, trommer og eksercits. Garden, der er stiftet i 1987, kommer fra Ruds Vedby på Vestsjælland og består af drenge og piger.

### Flere medarbejdere
Som tidligere nævnt steg antallet af medarbejdere på Sporvejsmuseet mærkbart op gennem 1990'erne og 2000'erne. Hvor der i 1993 var 95 medarbejdere, var man i 2013 oppe på 167. Til gengæld rykkede aldersfordelingen sig, efterhånden som den første generation af medarbejdere gik på efterløn og pension. Af de 95 medarbejdere i 1993 var der således 14 i alderen 29 år og derunder (14,7 %), 65 i alderen 30-59 år (68,4 %), 11 i alderen 60 år og derover (11,6 %) samt 5 med ukendt alder (5,3 %). I 2013 var de da 167 medarbejdere fordelt på 21 i alderen 29 år og derunder (12,6 %), 41 i alderen 30-59 år (24,6 %), 101 i alderen 60 år og derover (60,5 %) samt 4 med ukendt alder (2,3 %). Den større andel af efterlønnere og pensionister medførte, at der blev arbejdet mere på hverdage end på weekender udenfor sæsonen. Sammenlagt blev der præsteret ca. 5.000 arbejdsdage fordelt på ca. 310 dage i løbet af 2013. Det svarede til, at museet skulle have haft ca. 22 fuldtidsansatte.
Det var dog en udfordring at tiltrække yngre medarbejdere som modtræk til den stigende gennemsnitsalder og det naturlige frafald blandt de ældre medarbejdere. Som et tiltag blev der derfor fra 2012 flere gange arrangeret en årlig ungdomsdag. Her fik deltagerne fremvist museet og lejlighed til at forsøge sig i driften og på værkstedet. I sagens natur blev der ikke lagt vægt på nostalgien overfor de unge, der alligevel ikke havde oplevet sporvogne i drift i de danske byer. Til gengæld blev der lagt vægt på fællesskabet og muligheden for at dyrke mange forskellige interesser. Ungdomsdagene resulterede i nogle nye medarbejdere men ikke mange. Frivilligt arbejde tiltrak ikke så mange unge, og der var mange konkurrerende aktiviteter.
3. maj 2014 blev Sporvejsmuseet for første og hidtil eneste gang ramt af en dødsulykke. Ulykken fandt sted, da et sporvognstog skulle rangeres i remise efter lukketid. Der var ingen vidner, men en medarbejder, der hjalp med rangeringen, opholdt sig tilsyneladende et sted han ikke måtte og endte med at komme i klemme mellem vognsiden og en portstolpe. Der blev tilkaldt ambulance og akutlægehelikopter, men de indre kvæstelser og blødninger var så omfattende, at han døde samme aften. Ulykken blev efterfølgende undersøgt af politiet og Arbejdstilsynet, men vurderingen var, at den var selvforskyldt. Den gav dog anledning til nogle enkelte præciseringer og opstramninger i museets regelsæt.
Som et mere muntert kuriosum kan nævnes Sporvejsmuseets mangeårige remisekat Kisser von Düsseldorf. Hun færdedes rundt på hele museet, som hun holdt fri for mus. Samtidig var hun et kendt og populært indslag blandt både medarbejdere og besøgende, som mange kælede med. Hun måtte imidlertid aflives på grund af sygdom 19. oktober 2019 i den anseelige alder for en kat af 19 år. I oktober 2020 fik den afløser i form af killingen Humer, hvis navn er afledt af godt humør.

## 2014-nu: Pladsmanglen løses

### Nybyggeri
Ved Sporvejsmuseets 25 års jubilæum i 2003 blev der som nævnt fremlagt en vision for de fremtidige udvidelser af museet med flere nye bygninger. Det blev gjort endnu mere påkrævet, da man overtog HT Museums samling senere samme år. Det blev derfor planlagt at opføre en ny Remise 3 med otte spor i løbet af 2004-2006. Imidlertid kom der til at gå et årti, før man kunne komme i gang med udvidelserne. Det skulle ses i lyset af ændrede ejerforhold for godset Skjoldenæsholm, efter at Vilhelm Bruun de Neergaard, der havde hjulpet Sporvejsmuseet på vej i sin tid, var afgået ved døden i 2001. Grundene for både det eksisterende museumsområde og de planlagte udvidelser ejedes således nu af PenSam, men forhandlinger med dem førte ikke til så meget. Tværtimod skete der indskrænkninger i de ønskede udvidelser, da golfbanen Robert Trent Jones Jr. Course blev anlagt på begge sider af den normalsporede strækning i 2005-2006.
I 2007 solgte PenSam Skjoldenæsholm Golfbane til Proark Golf, men forhandlingerne med dem førte heller ikke til noget. Så den eneste nybygning museet umiddelbart fik var det såkaldte Tramtaget i form af en primitiv overdækning af et par depotspor bag Valby Gamle Remise i 2010. Proark gik konkurs i 2012, men året efter blev golfbanen og de ønskede arealer til udvidelserne købt af fem medlemmer af Skjoldenæsholm Golfklub. I løbet af 2013-2014 blev der opnået enighed med de nye ejere af golfbanen og golfklubben, så Sporvejsmuseet kunne købe 5,65 hektar, der skulle benyttes til de fleste af udvidelserne. Det hidtidige museumsområde og strækningsarealet gennem skoven fra Skovkanten til Eilers Eg ejedes fortsat af PenSam som en del af Skjoldenæsholm Skovbrug og Landbrug, indtil de solgte dette til Christian Wedell-Neergaard på Svenstrup Gods i februar 2015.
Den nødvendige lokalplan for udvidelserne blev vedtaget af Ringsted Kommune i august 2014. 22. september 2014 kunne museumsleder Mikael Lund så tage det første spadestik, hvorefter entreprenørerne kunne gå i gang med de omfattende jordarbejder. I forhold til de oprindelige planer var der sket nogle ændringer, da den lange ventetid havde gjort, at planerne kunne modnes og kvalificeres. Til gengæld kunne arbejdet så også gå i gang i fuldt omfang. I løbet af de efterfølgende tre-fire år blev der således opført fem nye bygninger på museet, der sammen med butikskulisser i et par af dem, asfaltering af gadearealer og opsætning af gadeinventar gav det hele karakter af en lille by.
Den første og største af de nye bygninger blev Remise 3, der opførtes i form af en 96 x 41 meter stor hal med 10 spor bag Remise 1 i 2015. Den er opført på et støbt armeret fundament med buer og stopler i stål, facader bestående af betonelementer og tagpap foroven. Der er fem brede rulleporte i den ende og to i den anden, der dækker to spor hver, foruden 14 flugtdøre. I siden ud mod strækningen er der indrettet en række to meter brede butikskulisser, der sammen med døre og vinduer på førtesalen får det til at ligne facaden på et byhus. Nogle af butikkerne som en blomsterforretning og en hattebutik har indretning fra ophørte forretninger, mens andre som et mejeriudsalg er genskabte. Kulisserne kan kun ses udefra, men de giver de besøgende et indtryk af den tid, hvor museets sporvogne kørte i gaderne. Normalt er der heller ikke adgang inde i remisen, for den er først og fremmest beregnet til opbevaring af drifts- og depotvogne. Desuden er der opsat pallereoler til reservedele i de to langsider.
Overfor Remise 3 opførtes den 81 x 33 meter store udstillingshal Bushallen, også kaldet Busudstillingshallen, i 2015-2017. Den blev indviet af Christian Wedell-Neergaard og hans hustru Anette Huld 1. juli 2017. I hallen er der udstillet i alt 30 køretøjer, der viser udviklingen fra 1890'ernes hesteomnibusser og frem. Enkelte af busserne havde tidligere været ude at køre og er fortsat til rådighed for bestillingskørsler. Andre egner sig derimod ikke til drift men repræsenterer forskellige ting. Nogle af dem skulle dog have monteret nogle dele og rengøres efter mange års opmagasinering, før de kunne udstilles. Loftsbelysningen blev etableret med lamper, der var blevet overtaget sammen med HT Museums samling i 2003, idet de oprindelige glødepærer dog blev udskiftet med mere besparende LED-pærer. I et hjørne af hallen blev der etableret toiletter til supplering af dem i Remise 1, da museumsområdet efterhånden blev ret stort med alle de nye bygninger. I et par andre hjørner er der indrettet butikskulisser svarende til dem i Remise 3.
Parallelt med Bushallen men til den modsatte side opførtes Magasinet i 2016-2017. Det er en toetages depotbygning, der benyttes til reservedele, arkivalier, uniformsdepot mv. Af samme årsag er den indrettet med et større antal reoler, som man fik mulighed for at overtage fra ingeniørfirmaet NIRAS, da de fraflyttede deres lokaler i Virum i 2018, foruden en del fra E. Pihl & Søn. Desuden er der kontorer og mødelokaler, hvor møblerne også blev hentet hos NIRAS. Selve bygningen er udformet med en facade i den ene side, der ligner en blanding af en beboelsesejendom og en erhvervsejendom men dog uden kulisser som i Remise 3 og Bushallen. Desuden er der både en indendørs og en udendørs rampe til aflæsning af lastbiler.
I 2015-2016 opførtes en 13 x 25 meter stor garage til Sporvejsmuseets lastbiler bag Bushallen. Ved siden af den blev der desuden etableret en vaskeplads. Foran Magasinet opførtes den 65 meter lange Remise 4 i 2017-2018. Den er indrettet med tre spor til metersporede vogne men fungerer dog primært som busgarage. Sideløbende blev der desuden arbejdet med at anlægge sporvifter udfor Remise 3 og 4, etablering af fortove og asfaltering af de nye gadearealer mellem bygningerne. Bygningerne blev opført af firmaet Vesti Olsen & Hansen, mens asfalteringen blev udført af Colas Danmark. Det meste af den jord, der blev i overskud ved anlægsarbejderne, blev deponeret ved museets indgang, hvor det blandt andet blev benyttet til en tiltrængt udvidelse af museets parkeringsplads.
Opførelsen af bygningerne gjorde det muligt at fraflytte en række eksterne lejemål, idet en række opmagasinerede sporvogne, busser, reservedele, udstillingsgenstande og arkivalier blev flyttet til museet fra 2015 og frem. Efterfølgende er der så blevet arbejdet med at få de mange ting på plads og få dem sorteret. En del af Tramtaget blev også revet ned for at give plads til de nye gadeanlæg, idet nogle af de vogne, der havde været opstillet der, også blev flyttet til de nye bygninger. Derudover blev de fleste af de containere, der hidtil var blevet benyttet til opbevaring i området bag Remise 1, tømt og enten solgt eller skrottet.
Da arbejdet med udvidelserne gik i gang i 2014 forventedes det, at Remise 3 ville koste ca. 8 mio. kr., og at bushallen og magasinet ville koste 6-7 mio. kr. Dertil kom jord-, vej- og beplantningsarbejder for ca. 2 mio. kr., Remise 4 samt et værksted og en ankomstbygning på et senere tidspunkt. I alt forventedes det, at udvidelserne ville komme til at koste 30-40 mio. kr. Finansieringen skete på flere måder. Det største beløb kom i form af nogle usædvanligt store arvebeløb fra medlemmer af Sporvejshistorisk Selskab med ca. 4,9 mio. kr. i 2014 og ca. 14 mio. kr. i 2015. Foreningen selv havde desuden opsparet ca. 3 mio. kr. i ventetiden. Yderligere 10 mio. kr. blev skaffet i 2016 i form af et lån hos Kommunekredit. Det skal naturligvis afdrages, men det modsvares af, at de nye bygninger som nævnt har gjort det muligt at fraflytte en række eksterne lejemål. Ligesom ved opførelsen af Valby Gamle Remise har Sporvejshistorisk Selskab desuden oprettet et anpartsselskab, SHS Ejendomme ApS, for at afløfte byggemomsen på Remise 3 og Magasinet.

### Gadenavne og stoppesteder
Af hensyn til orienteringen blev det i 2017 besluttet at navngive de gader og pladser, der var opstået mellem de nye bygninger, og at opsætte husnumre ved de enkelte døre. Navnene er valgt med henblik på at repræsenterer de danske kommuner, hvor der har kørt sporvogne. Københavns Kommune var i forvejen repræsenteret med Valby Langgade, idet gaden mellem Remise 1 og Valby Gamle Remise har heddet sådan siden opførelsen af sidstnævnte. I forbindelse med udvidelserne blev den dog forlænget med det stykke gade, der var opstået mellem Remise 3 og Bushallen. Den smalle gade mellem Bushallen og Magasinet blev opkaldt efter Frederiksberg Kommunes Smallegade. Gaden bag Bushallen blev opkaldt efter Odense Kommunes Skibhusvej, da der skal køre trolleybusser her ligesom på vejen i Odense. Aarhus Kommune er repræsenteret indirekte med Århusgade mellem Valby Gamle Remise og Remise 4. Navnet stammer godt nok fra København men skyldes, at trolleybusserne på sigt skal bo i Remise 4, hvor de i København boede i Århusgade Remise. Endelig er pladsen mellem Valby Gamle Remise og Bushallen blevet døbt Neergaards Plads efter slægten Neergaard, der har ejet Skjoldenæsholm i flere hundrede år, og som har haft stor betydningen for etableringen og udbygningen af Sporvejsmuseet.
Gadenavneskilte og husnumre blev sat op i løbet af sommeren 2018. De blev udført i emalje som de oprindelige skilte men med digitaliserede udgaver af de forskellige skrifttyper, som de enkelte kommuner benyttede. Der har i øvrigt også kørt sporvogne i Gentofte Kommune og Gladsaxe Kommune, men de er ikke repræsenterede endnu. De kan dog blive det i forbindelse med senere udbygninger.
I forbindelse med indvielsen af Bushallen 1. juli 2017 blev der oprettet et stoppested udfor den i indadgående retning. Efterfølgende stod de fleste passagerer af her for at se udstillingen. Der var dog også en del, der stod på for at køre de sidste 100 m tilbage til endestationen ved Valby Gamle Remise. I udadgående retning etableredes et nyt stoppested skråt overfor ved enden af butikskulisserne i Remise 3 ved starten på 2018-sæsonen. Det gjorde det muligt for de besøgende at se kulisserne til fods og så derefter tage sporvognen videre ud i skoven. Det nye stoppested fik navnet Skellet efter sporvognsendestationen af samme navn i København, og fordi den ligger nær et skel. Det erstattede det gamle stoppested Tobaksmarken lidt længere fremme, der stort set aldrig blev benyttet af de besøgende. Udadgående vogne kan dog stadig blive nød til at stoppe her, hvis der skal ventes på indadgående vogne på den enkeltsporede strækning videre mod Eilers Eg.

### Nye og gamle vogne
I 2017 anskaffede Sporvejsmuseet motorvognen DPP 7079, der blev leveret til sporvejene i Prag i 1985. Vognen er en Tatra T3, der er leveret i ca. 14.000 eksemplarer til en række byer i Østblokken fra 1960 og ca. 30 år frem. Sammen med de lidt smallere Tatra T4 er der i alt bygget ca. 16.600 eksemplarer, hvilket gør den til verdens mest producerede sporvognstype. Vognen blev sat i drift på museet 22. juni 2019 ved et arrangement med deltagelse af den tjekkiske ambassadør Radek Pech.
I slutningen af 2017 blev dobbeltdækkerbussen City-Trafik 2806 udlånt til Sporvejsmuseet af ejeren Preben Paaske. Bussen er en af en serie på 21, der blev leveret af East Lancashire Coachbuilders i England og indsat på linje 250S, da HT indførte kørsel med dobbeltdækkerbusser i 2001. Det blev dog ikke en succes, og busserne blev udrangeret i 2012. Efterfølgende blev de næsten alle sammen ombygget til sightseeingbusser, men City-Trafik 2806 forblev som en undtagelse i sit udseende som S-bus. Den er nu udstillet i Bushallen, hvor det har vist sig at være populært at sidde oppe foran i den og se udover hallen.
I Valby Gamle Remise har der i en årrække været skiftende udstillinger om etableringen af Aarhus Letbane, der åbnede i 2017, Odense Letbane, der åbnede i 2022, og Hovedstadens Letbane, der forventes åbnet i 2025. Udstillingerne har primært bestået af plancher og videoer. I 2020 blev der imidlertid udstillet en mock-up i fuld størrelse af den forreste fjerdedel af et letbanetog til Hovedstadens Letbane. Mock-upen er lavet af letbanetogenes leverandør Siemens og er blevet benyttet til at afgøre design og indretning. Desuden giver den en bedre fornemmelse af, hvordan de færdige letbanetog bliver, end hvad der ville kunne vises med computerskabte billeder.
I 2020 overtoges bussen Arriva 1794, en Scania CL94UB fra 2003 der har kørt i først Ballerup og senere Slagelse. Efter overtagelsen fik den reetableret et par blændede døre inden en senere udstilling af og eventuel drift med bussen.
I 2021 færdiggjordes restaureringen af den københavnske hovedtypevogn KS 261 fra 1907. Den var blevet overtaget fra Politiets Ungdomsklub på Amager i 1977, hvor den havde været opstillet siden 1971. Som noget usædvanligt for opstillede vogne havde den stadig sin undervogn. Den efterfølgende restaurering blev dog præget af et par lange pauser og mere omfattende arbejder end forventet. Vognen svarer til museets trofaste slider KS 275 men er ført tilbage til et lidt ældre udseende fra efter en ombygning i 1927.
De to Odense-bivogne OS 51 og 59 var genstand for omfattende renoveringer til brug for driftsvogne. De blev ganske vist restaureret tilbage i 1970-1971, men på det tidspunkt havde man ingen motorvogn fra Odense, og man regnede derfor ikke med, at de to bivogne ville komme i almindelig drift. De første par årtier efter museet åbnede var de i stedet udstillet, hvilket dog især sled på den åbne bivogn OS 51, som mange børn kravlede rundt på. Som nævnt ovenfor fik værkstedet i Odense imidlertid færdigrestaureret motorvognen OS 12 i 1997, og fra 1999 gik værkstedet så i gang med de to bivogne. Andet arbejde og et faldende antal frivillige betød dog, at renoveringen af vognene gik langsomt. I 2016 kom den lukkede bivogn OS 59 så til værkstedet på Bornholm, der færdiggjorde det meste af vognen, mens resten fandt sted på Sporvejsmuseet i 2020-2021. Vognen fremstår i Odense Sporvejs oprindelige grønne farver, da den i modsætning til OS 12 aldrig blev malet om. OS 51 kom til Sporvejsmuseet i forbindelse med afviklingen af værkstedet i Odense i 2018. Der er så efterfølgende blevet arbejdet på at få den samlet og malet.

### Forskellige begivenheder
I 2018 blev det muligt for de besøgende at deltage i en lokal udgave af det forenklede orienteringsløb Find vej i Danmark på Sporvejsmuseet. I samarbejde med Amager Orienteringsklub og FSK Orienteringsklub blev der lavet en rute med 19 poster rundt om på museet. De besøgende der ville være med fik udleveret en folder med et kort, fotos og omtale af stederne. Ved hver post blev der opsat skilte med yderligere omtale af stederne og et bogstav, der tilsammen giver navnet på en af Sporvejsmuseets seværdigheder. Arrangementet blev til i forbindelse med den årlige Find Vej Dagen og blev sponseret af Dansk Orienterings-Forbund og Nordea-fonden. Konceptet Find Vej Dagen ophørte året efter, men det er fortsat muligt at deltage i orienteringsløbet på Sporvejsmuseet.
I perioden 24.-29. juli 2018 blev der afholdt et modelsporvejstræf mellem busserne i Bushallen. Dansk Model-Jernbane Klub kom med et anlæg med danske sporvogne, og forskellige tyske klubber kom med syv anlæg. Her kunne der ses mange sporvogne og bymiljøer med nøjagtigt gengivne bygninger men også lidt fantasi som det lille tog fra Olsen-banden på sporet. Året efter, 30. maj-2. juni 2019, blev der afholdt en modeljernbaneudstilling i Bushallen med deltagelse af nogle danske klubber.
Det europæiske år for kulturarv fandt også sted i 2018. I den anledning arrangerede Danske Veterantogs Fællesrepræsentation, Danmarks Jernbanemuseum og Sporvejsmuseet i fællesskab Kultur på skinner. Her kunne folk købe en billet og så deltage i arrangementer på skiftende museer og veteranbaner i løbet af uge 31 og 32. Der indledtes på Sporvejsmuseet 28. juli 2018, hvor der var rundvisning og kørsel med sporvogne. I 2019 ændredes arrangementet, så folk i stedet kunne indløse en rabatbillet fra en brochure til en af museerne eller banerne fra 29. juni til 31. august 2019. Perioden indledtes desuden med forskellige aktiviteter, blandt andet rundvisning på Sporvejsmuseet.
Kombinationen af veterantog, -busser og -sporvogne ved julearrangementet fortsatte i 2018, hvor Danmarks Jernbanemuseum kørte fra København til Hvalsø, Sporvejsmuseet stod for den videre transport, og Nordsjællands Jernbaneklub tog sig af billetsalget. Det blev gentaget i 2019, hvor toget dog kørte til Borup i stedet for Hvalsø.
2018 var også 40-året for Sporvejsmuseets indvielse. I alt kom der 24.574 besøgende det år fordelt på 18.197 voksne, 4.694 børn og 1.683 med fribillet. Der blev kørt 1.722 km med to motorvogne på metersporsstrækningen. På normalsporsstrækningen blev der kørt 15.168 km med 19 motorvogne og 4.765 km med 8 bivogne. På de to busruter blev der kørt 4.115 km med 15 busser.
 Vognparken bestod af 10 metersporede sporvogne, 73 normalsporede sporvogne, 5 batteri- og trolleybusser, 2 hesteomnibusser og 48 benzin- og dieselbusser. Dertil kom så diverse arbejdskøretøjer og køretøjer anskaffet med henblik på indvending af reservedele.
I 2019 ændredes konceptet med den årlige trafikweekend til et par årlige trafikdage, da det efterhånden kneb med at have tilstrækkeligt med medarbejdere til en optimal dækning af den tætte trafik en hel weekend. Også på almindelige åbningsdage kan det til tider være småt med medarbejdere, så der må køres med enmandsbetjente sporvogne eller aflukkede bivogne for at spare på antallet af konduktører. Desuden har museets vokseværk gjort det nødvendigt at overlade visse anlægs- og vedligeholdelsesopgaver til eksterne firmaer, i det omfang økonomien tillader det. Der lægges dog vægt på, at publikumsbetjeningen og den daglige drift fortsat sker som frivilligt og ulønnet arbejde. Og når museet er lukket, er flere grupper flittigt beskæftiget med at fælde træer langs strækningerne, restaurere vogne, sortere arvegods fra afdøde medlemmer og meget andet. Der kommer også løbende nye medarbejdere til, især efterlønnere men også en del yngre. Etableringen af et bibliotek i Magasinet har for eksempel tiltrukket flere medarbejdere, der gerne vil arbejde med arkivalier.
Sporvejsmuseets umiddelbare nabo, Skjoldenæsholm Golfcenter, lukkede med udgangen af 2019, da Skjoldenæsholm Golfklub måtte give op som følge af økonomiske problemer og medlemsflugt. For Sporvejsmuseet betød det, at man med den medfølgende lukning af golfcentrets Café Spoon ikke længere havde et spisested i umiddelbar nærhed, som man kunne henvise gæsterne til. Desuden ville hele området blive påvirket, hvis golfspillet ikke kom i gang igen. Omvendt gjorde man fra Sporvejsmuseets side sig dog også nogle tanker om supplerende jordkøb, hvis det skulle blive aktuelt. I første omgang blev golfanlægget imidlertid solgt under et i 2020. Den nye ejer, Christian Piil Andersen, kunne dog ikke skabe grundlag for at genoptage driften af de i mellemtiden tilgroede golfbaner. I stedet vil de blive omdannet til et naturområde, som sporvognene så altså med tiden vil komme til at køre igennem.

### I coronaens skygge
I foråret 2020 blev Danmark ramt af coronaviruspandemien, hvilket blandt andet betød, at museer og seværdigheder måtte lukke midlertidigt eller udskyde sæsonåbningen. For Sporvejsmuseet betød det, at den planlagte åbning for sommersæsonen 25. april 2020 måtte udskydes over nogle omgange til 5. juni 2020. Desuden blev stort set alle særarrangementer aflyst, ligesom flere årlige aktiviteter på og udenfor museet. Antallet af tilstedeværende medarbejdere måtte reduceres til en tredjedel i en periode. Og også efter åbningen måtte de svenske og tyske medarbejdere undværes på grund af karantænekrav. Besøgstallet forventedes at falde med 5.000-10.000 i forhold til 2019 med deraf færre indtægter.
Museet blev imidlertid omfattet af en tilskudsordning fra Kulturministeriet, der gav halv pris på entrébilletter til museer i sommerferien fra 27. juni til 9. august 2020. Desuden betød restriktioner, at mange danskere holdt ferie indenrigs til gavn for blandt andet Sporvejsmuseet, som mange af dem ellers ikke ville have besøgt. Sammenlagt resulterede det i daglige besøgstal på over 600, noget der sjældent var set siden den første sæson i 1978. Og da sommerferien var gået, var man nået op på 18.915 besøgende i ferien, næsten dobbelt så meget som i 2019. Perioder med ventetid ved indgangen og vogne, der lejlighedsvis måtte efterlade passagerer, kunne dog ikke undgås, men de besøgende tog det pænt.
I efteråret blev besøgstallene mere normale. Til gengæld begyndte pandemien at blusse op igen, hvilket blandt andet medførte et landsdækkende krav om brug af mundbind eller visir i al kollektiv trafik fra 22. august 2020, herunder museets buskørsel til Borup Station og rundt om Valsølille Sø. Kørslen til Kulturnatten i København og deltagelse i blandt andet Copenhagen Historic Grand Prix og juleoptoget på Amagerbrogade bortfaldt, da arrangementerne blev aflyst som følge af pandemien. På selve museet kunne den ordinære sæson gennemføres frem til efterårsferien, hvor der også blev indført en ekstra aftenåbent om onsdagen. Til gengæld måtte det årlige julearrangement aflyses på grund af den fortsatte stigning i smittetallene. Men på trods af aflysningen af julearrangementet og de fleste særarrangementer samt den udskudte åbning endte man dog alligevel med et samlet besøgstal i 2020 på 25.611, en stigning på ca. 2.500 fra 2019.
I 2021 måtte sæsonåbningen udskydes tre uger til 13. maj som følge af den fortsatte pandemi. Desuden betød myndighedernes retningslinjer, at besøgende, der var 15 år eller ældre, skulle vise coronapas ved indgangen som dokumentation for vaccination, test eller tidligere smitte. Derudover skulle besøgende, der var 12 år eller ældre, benytte mundbind eller visir ved kørsel med sporvogne og busser, og når de færdedes i museets bygninger. I juni 2021 blev reglerne for mundbind og visir lempet, så de kun gjaldt ved ind- og udstigning af busserne, og når man stod op i dem. Sideløbende kom der atter gang i aktiviteterne, blandt med modeljernbaneudstilling, trafikdag og besøg af veteranbiler i Kristi himmelfartsferien, men besøgstallet lod alligevel noget tilbage at ønske. Det var dog et generelt problem for de danske museer, der i modsætning til året før heller ikke fik nogen tilskudsordning. Til gengæld begyndte man atter at se nogle af de medarbejdere, som smittefare og rejserestriktioner havde afholdt fra at komme.
Kravet om coronapas bortfaldt 1. august 2021, mens kravet om mundbind eller visir bortfaldt 14. august 2021. Ved aftenåbent 25. september, hvor der var mulighed for stjernekig, blev det sat rekord for den slags arrangementer med ca. 300 besøgende i løbet af dagen og over 400 om aftenen. Til gengæld blev der ikke kørt til den genoptagne Kulturnatten i København. Arrangørerne ville have museet, der hidtil havde fået en godtgørelse, til at køre gratis, men det ville man ikke være med til. Julearrangementet blev gennemført men uden kørsel med veterantog. Julecaféen blev flyttet til mødelokalerne i magasinet. I Valby Gamle Remise var julecaféen blevet indrettet i et træskelet med plastikdug over, men konstruktionen, der blev sat op og taget ned hvert år, trængte efterhånden til en større istandsættelse. I magasinet kunne medarbejderne til gengæld få bedre forhold, da der er et fast køkken der. Derimod gik det ikke så godt med juletræerne, som der blev solgt ca. 70 af. Tidligere kunne der ellers sælges hundredvis af dem, men tallet var faldet i de senere år. Årets samlede besøgstal blev på 18.026, det hidtil laveste.
I vinterhalvåret 2021-2022 foretoges en tiltrængt udskiftning af vendesløjfen og nogle sporskifter på museets forplads. De nye skinner blev leveret fra et valseværk i Tjekkiet, mens Aarsleff Rail stod for sporarbejdet og Vesti Olsen for det tilhørende jordarbejde. Det forventedes at skinner og arbejder ville koste ca. 1,25 mio. kr. Heraf ville 700.000 kr. blive dækket af en tildeling fra Transportministeriets pulje til veteranbaner, som man fik i 2017. Sideløbende blev der foretaget en renovering af Remise 1. Facaderne mod Valby Langgade og forpladsen fik udskiftet de oprindelige fibercementplader på ydersiden med Cembrit-plader, ligesom døre og vinduer blev skiftet ud. Den oprindelige lysegrå farve på facaden erstattedes af dele i rød og andre i grå. I enden ved Remise 3 blev der indsat døre og vinduer til kommende butikskulisser. Isoleringen forbedredes også, da der er aktiviteter i remisen året rundt og ikke som oprindeligt forventet kun i sommerhalvåret. Lastbilgaragen blev også ombygget i 2021, så den fik rulleporte i stedet for de oprindelige skydeporte.
Sæson 2022 begyndte planmæssigt 17. april uden krav og restriktioner. Besøgstallet var til at begynde med på det sædvanlige niveau på de almindelige åbningsdage. På lukkedage var der til gengæld mange særarrangementer, antageligt fordi der var opsparet et behov for den slags efter de foregående års begrænsninger. Aktiviteterne kom også i gang igen med modeljernbaneudstilling, koncerter, trafikdage og veteranbiltræf. Desuden blev kørslen ved Kulturnatten i København genoptaget, ligesom der igen kom veterantog til Borup og veteranbusser derfra ved julearrangementet.

### Fremtid
Som nævnt havde det tidligere været planen at forlænge metersporsstrækningen på en bro over Skjoldenæsvej til en vendesløjfe på den anden side. Sammen med en tilsvarende vendesløjfe på museumsområdet ville det muliggøre kørsel med bivogne. I 1996 blev der endda overtaget en jernbanebro fra Holte med henblik på det, men den blev skrottet i 2008 i erkendelse af, at en forlængelse over vejen ikke ville finde sted lige foreløbigt. Til gengæld blev vendesløjfen på museumsområdet anlagt i 2007-2008 men foreløbig uden anden funktion end henstilling af vogne.
En vendesløjfe udfor det eksisterende stoppested ved Skjoldenæsvej forekom ikke oplagt, da de gamle planer blev lavet, da strækningen her ligger på en dæmning. Da det omfattende nybyggeri gik i gang på museumsområdet i 2014, gjorde overskudsjord herfra det imidlertid muligt at opfylde et område udfor stoppestedet. Resultatet blev at vendesløjfen i denne ende af strækningen anlægges her i stedet for på den anden side af vejen. Når den er færdig, vil der så kunne køres med bivogne på metersporsstrækningen, hvilket vil være nyttigt på dage med mange besøgende.
En anden ting, der også så småt arbejdes med, er anlæggelsen af en trolleybusstrækning. Det er tanken, at den skal gå fra et punkt ved siden af metersporsstrækningens vendesløjfe på museumsområdet, ad gaderne mellem de nye bygninger og rundt om Bushallen. Nogle af køreledningsmasterne blev sat op i 2017. Derimod er der ikke umiddelbart planer om udbygning af normalsporsstrækningen, men en forlængelse af krydsningssporet ved Skovkanten og et ekstra spor i vendesløjfen ved Eilers Eg påtænkes.
Bygningerne er planlagt suppleret med en ankomstbygning med kiosk, toiletter og kontor i området mellem Valby Gamle Remise og metersporsstrækningens vendesløjfe. Den vil blive et centralt sted på museet med sporvognsstoppesteder på begge sider, ligesom der tænkes anlagt busstoppesteder inde i vendesløjfen. Bag Remise 1 skal det etableres et opvarmet værksted, hvor der vil være plads til fire store projekter ad gangen. Det er dog ikke afgjort, om det skal bygges som en forlængelse af Remise 1 eller som en selvstændig bygning. Sporanlægget foran Remise 3 skal færdiggøres og skærmes af med hegn og beplantning. Bag Remise 3 skal der anlægges en skinneplads og vendeplads for busser. Tramtaget skal fjernes, når de opmagasinerede vogne der er blevet flyttet indendørs.
Der arbejdes desuden med restaurering af en række sporvogne og en enkelt bus. Blandt andet arbejdes der med den gamle københavnske motorvogn KS 361, der var en af de første Sporvejshistorisk Selskab anskaffede, men som aldrig har været i drift på Sporvejsmuseet. Den skal fremstå i det udseende, den havde under Besættelsen i 1943-1945. Arbejdet med at genskabe ledvognen KS 890 i det oprindelige københavnske udseende står også fortsat på. Det er trukket ud, fordi medarbejderne på værkstedet også skal have tid til andre restaureringsprojekter og den daglige vedligeholdelse af driftsvognene. Et andet langvarigt projekt er restaureringen af bussen OO 15, der bliver ført tilbage til det udseende, som den havde ved leveringen til Odense Omnibus i 1949.
På Bornholm arbejdes der med de to Frederiksberg-motorvogne FS 22 og FS 31 fra 1899. De blev overtaget som vognkasser i henholdsvis 1984 og 2003 men skal nu genskabes i forskellige udseender som toetages vogne. I 2019 er der desuden påbegyndt en rekonstruktion af en passende åben bivogn, FS 82. Derudover arbejdes der med den københavnske bogiebivogn KS 1531 fra 1931, der skal føres tilbage til sit oprindelige udseende. Endelig skal motorvognen KS 305 føres tilbage til sit oprindelige udseende som KS 605, så den fremstår, som da Knud V. Engelhardt skabte dens type i 1910.
Økonomisk er Sporvejsmuseet udfordret af, at det tilskud man fik for mindst 15 år fra Hovedstadens Udviklingsråd, senere Movia, efter overtagelsen af HT Museums samling i 2003 blev opsagt af Movia med udgangen af 2018. Tilskuddet var indeksreguleret, så det omfattede 596.252 kr. i 2018, svarende til ca. 7,6 % af museets og Sporvejshistorisk Selskabs samlede indtægter det år. Som en overgang fik museet dog en kompensation på 220.000 kr. i hver af 2019 og 2020. Museet ønsker sig dog et egentligt kulturarvstilskud, så man fortsat kan bevare den store historiske samling fra HT Museum. Et andet forhold der påvirker fremtiden er, at det gamle museumsområde fra før 2014 og strækningen gennem Højbjerg Skov fortsat er ejet af Svenstrup Gods, som man har en lejekontrakt med til 2028. Lokalplanen fra 2014 sikrer dog, at arealet umiddelbart kun kan anvendes til sporvejsmuseum. Pr. 2022 er der forhandlinger med godset om erhvervelse af de lejede arealer. Desuden forhandles med Christian Piil Andersen om erhvervelse af arealer til planlagte bygninger og senere mulige udvidelser.